# Dictadura de Primo de Rivera

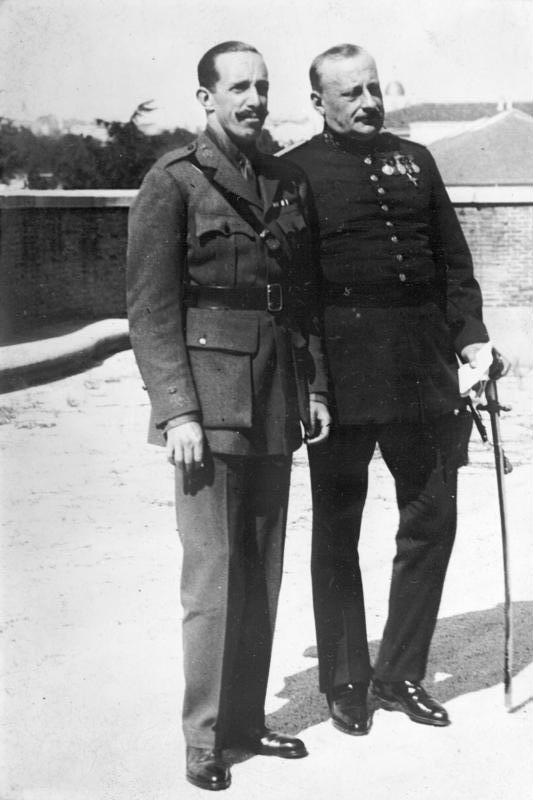
El rey Alfonso XIII, junto al general Miguel Primo de Rivera (derecha) después de su nombramiento como jefe del Gobierno y presidente del Directorio militar.

La dictadura de Primo de Rivera fue el régimen político que hubo en España desde el golpe de Estado del capitán general de Cataluña, Miguel Primo de Rivera, el 13 de septiembre de 1923, hasta la dimisión de este el 28 de enero de 1930 y su sustitución por la «dictablanda» del general Dámaso Berenguer. Ha sido considerada como «el primer ensayo de institucionalización consciente del nacionalismo español autoritario» cuyo instrumento fue el Ejército, fuertemente corporativo y militarista.
Se ha discutido su relación con el fascismo, que solo un año antes había llegado al poder en Italia. José Luis Rodríguez Jiménez considera que «el régimen de Primo de Rivera tenía poco que ver con el fascismo. En cambio, sí enlaza perfectamente con varios regímenes dictatoriales existentes en el este de Europa, como el del general Metaxas en Grecia, de Milan Stojadinovic en Yugoslavia, Pilsudski en Polonia, y Horthy en Hungría». Sin embargo, este mismo historiador advierte que «sí fue uno de los primeros regímenes europeos en adoptar algunos de los rasgos del fascismo, entre los que sobresale el intento de crear un partido único», y además, «algunos de los ministros y propagandistas del régimen, admiradores de la figura de Mussolini, empleaban un discurso próximo al fascismo».

## Antecedentes

### La creciente intervención del Ejército en la vida política

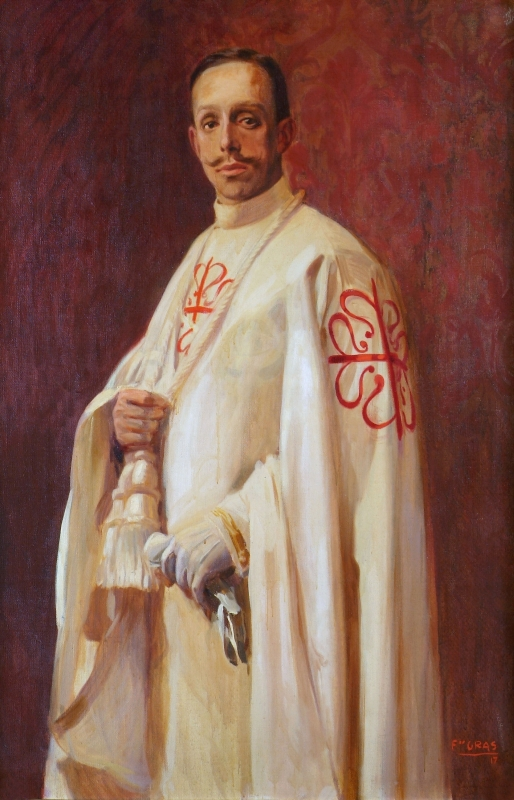
Retrato de Alfonso XIII vestido con el hábito de la Orden de Calatrava (1917).

Desde el «Desastre de 1898», se produjo una creciente intervención del Ejército en la vida política española, presentándose como el intérprete de la «voluntad popular» y el defensor del «interés nacional, por encima de los intereses parciales y de la política partidista». Dos momentos claves de este pretorianismo fueron los hechos del ¡Cu-Cut! de 1905 —el asalto por oficiales de la guarnición de Barcelona de la redacción y los talleres de esta publicación satírica nacionalista catalana, y también los del periódico La Veu de Catalunya, en respuesta a una viñeta satírica sobre los militares— que condujeron a la Ley de Jurisdicciones de 1906, y, sobre todo, la crisis española de 1917, en la que cobraron un especial protagonismo las autodenominadas Juntas de Defensa, integradas exclusivamente por militares.
Como ha señalado José Luis Gómez-Navarro, «entre los jefes y oficiales españoles, desde principios del siglo XX pero de forma creciente a partir de la Primera Guerra Mundial, se había extendido un antiparlamentarismo y un rechazo de la política... Se consolidó en el ejército español la defensa de valores consubstanciales al profesionalismo militar pero cuyo peso se incrementó ante la crisis: orden, jerarquía, disciplina y autoridad; a lo que se añadía su creciente papel de defensores de los fundamentos del orden social y de la institución moderadora que garantizaba la continuidad del sistema social y político: la monarquía».

### El «trienio bolchevique» en Andalucía y la «guerra social» en Cataluña (1918-1923)
En los años posteriores a la crisis de 1917 se produjo el estallido de una grave crisis social en Cataluña y en el campo andaluz. «Una auténtica 'guerra social', con atentados anarquistas y de pistoleros a sueldo de patronos, se declaró en Cataluña y tres años de movilizaciones de jornaleros del campo a los que habían llegado los ecos de la revolución rusa en Andalucía». Aunque las dos grandes organizaciones obreras españolas, CNT y PSOE-UGT no se incorporaron al movimiento comunista, la Revolución de Octubre «actuó en España como un imparable mito movilizador que conmocionó durante años al obrerismo, arrastró a sus dirigentes y encandiló a las masas que intentaban encuadrar».
En Andalucía entre 1918 y 1920 se produjo una intensificación de las movilizaciones, que se conoce con el nombre de «trienio bolchevique». Hubo constantes huelgas de jornaleros que fueron respondidas con extraordinaria dureza por los patronos y las autoridades. Durante las huelgas los jornaleros ocupaban las fincas, siendo desalojados violentamente de ellas por la guardia civil y por el ejército. También hubo sabotajes y atentados.

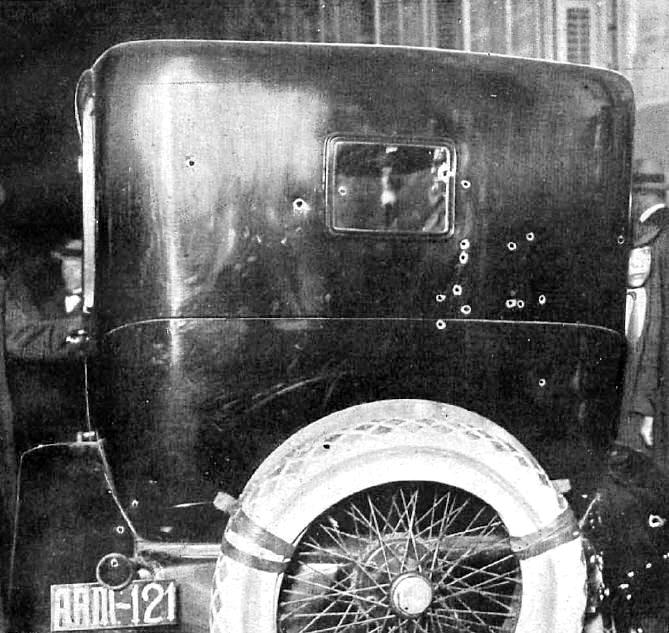
Parte posterior del coche en el que fue asesinado Eduardo Dato y en la que se observan los orificios de las balas.

En Cataluña el conflicto se inició en febrero de 1919 con la huelga de la Canadiense, que era el nombre con el que era conocida la empresa Barcelona Traction, Light and Power que suministraba electricidad a Barcelona. En consecuencia la ciudad se quedó sin luz, sin agua y sin tranvías. El gobierno liberal del conde de Romanones optó por la vía de la negociación acompañada de la aprobación del decreto «de las ocho horas» y de un nuevo sistema de seguros sociales, pero tuvo que ceder a las presiones de la patronal que exigía mano dura y que encontró un valioso apoyo en el capitán general de Cataluña Joaquín Milans del Bosch y en el rey Alfonso XIII. Así fue como el conflicto obrero catalán degeneró en una "guerra social" que tuvo por escenario principal Barcelona. La violencia de los pistoleros de la patronal fue respondida con atentados terroristas perpetrados por los grupos de acción anarquistas.
El nuevo gobierno del conservador Eduardo Dato nombró al general Severiano Martínez Anido como gobernador civil, quien acrecentó notablemente la dura política represiva aplicada por Milans del Bosch contra la CNT. «Implantó un régimen de terror que se valía del sindicalismo libre, perseguía a los dirigentes cenetistas y aplicaba la ley de fugas: algunos detenidos eran ejecutados sobre la marcha por las fuerzas del orden, con el pretexto de que habían intentado huir». Los actos terroristas y la violencia callejera entre anarquistas y miembros de los libres y de las fuerzas parapoliciales, se sucedieron entre 1920 y 1923. La espiral de violencia alcanzó al propio Dato que fue acribillado a balazos en Madrid por tres anarquistas el 8 de marzo de 1921. En 1923 caían también asesinados Salvador Seguí, ―dirigente de la CNT que no había apoyado la vía violenta y que defendía la vuelta a la vía sindical―, y el arzobispo de Zaragoza Juan Soldevilla.

### El polémico discurso de Alfonso XIII en el Casino de Córdoba (23 de mayo de 1921)

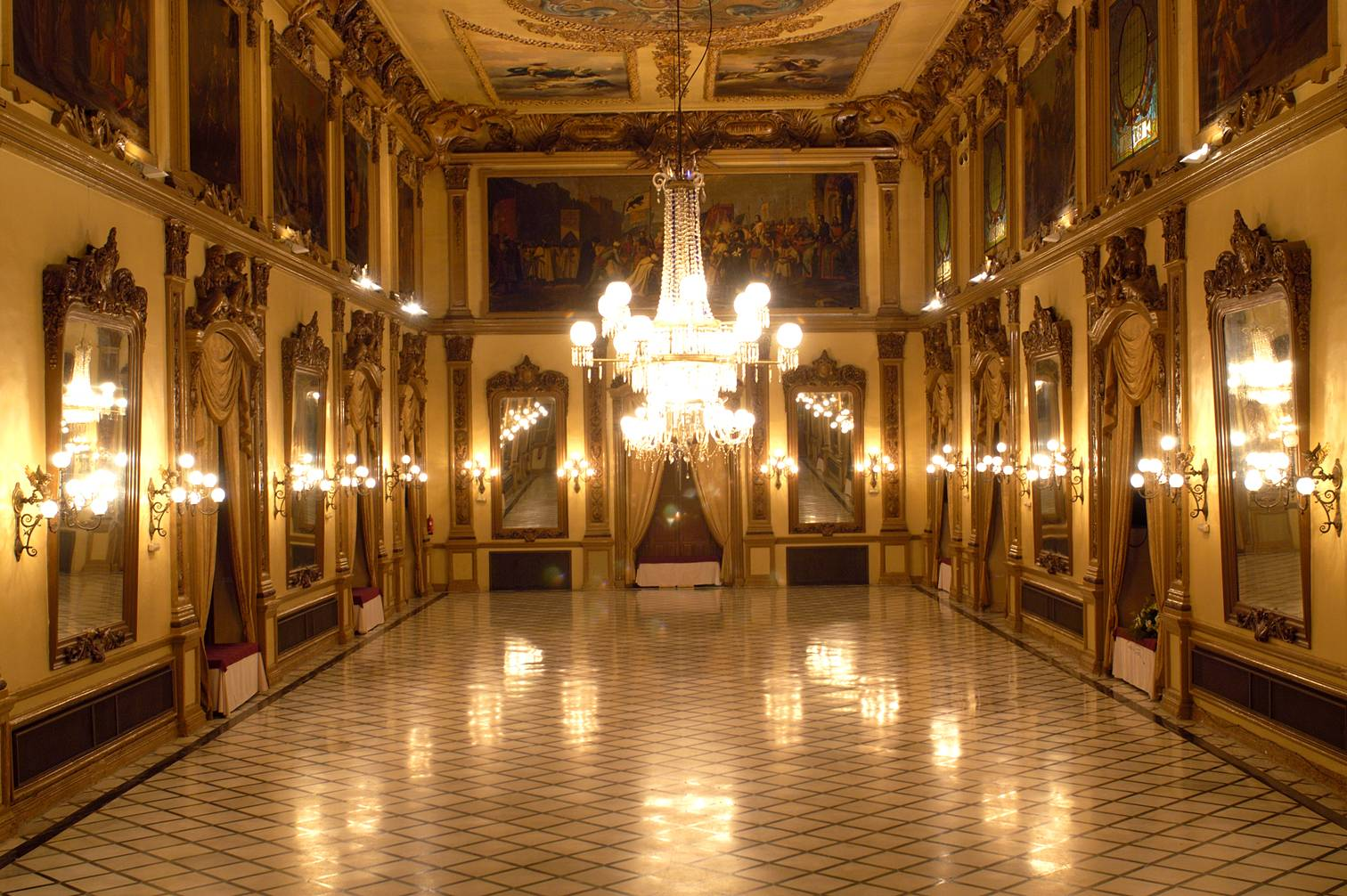
Salón Liceo del Casino de la Amistad de Córdoba.

El primer problema al que tuvo que enfrentarse el nuevo gobierno formado tras el asesinato de Eduardo Dato, que estaba presidido por el también conservador Manuel Allendesalazar, fue la polémica levantada por el discurso de Alfonso XIII pronunciado el 23 de mayo de 1921 en el Casino de la Amistad de Córdoba ante los grandes propietarios de la provincia y las autoridades de la capital. El rey se quejó de los políticos cuyas «maquinaciones y mezquindades» impedían que fueran aprobados en las Cortes los proyectos que «interesan a todos» por lo que propuso que «las provincias» comenzaran un «movimiento de apoyo a vuestro Rey y a los proyectos beneficiosos y entonces el Parlamento se acordará de que es mandatario del pueblo, pues no otra cosa significa el voto que le dais en las urnas. Entonces la firma del Rey será una ejecutoria y una garantía de que harán proyectos beneficiosos para España» ―el rey era consciente de lo que estaba diciendo porque antes de lanzar la propuesta había dicho: «Algunos dirán que me estoy saliendo de mis deberes constitucionales pero llevo diecinueve años de Rey constitucional y me he jugado la vida muchas veces para que me vengan ahora a coger en una falta constitucional»―. Al parecer también dijo «que él, dentro o fuera de la Constitución, tendría que imponerse y sacrificarse por el bien de la Patria». El ministro que lo acompañaba Juan de la Cierva intentó que los periodistas solo publicaran el «suave resumen» que él había preparado pero el texto completo lo difundió con carteles un noticiario cinematográfico (fue la primera vez, y la última, que un discurso del rey era dado a conocer de este modo).
El Congreso de los Diputados se ocupó del asunto cuatro días después. El socialista Julián Besteiro afirmó que el rey había tenido unas palabras de «desprecio» hacia el Parlamento y el también socialista Indalecio Prieto proclamó a gritos hasta en tres ocasiones: «¡El Parlamento tiene más dignidad que el Rey!» (la frase de Prieto no figuró en el Diario de Sesiones pero circuló por todo Madrid). En cambio el conservador Antonio Maura apoyó al monarca diciendo que sus palabras habían sido aplaudidas por «la España sensata» y el diario católico El Debate publicó que serían «fervorosamente aplaudidas» por las «gentes desligadas de la política». Por su parte, Alfonso XIII «por el momento, se asustó ante el impacto de sus manifestaciones y negó cualquier intención antiparlamentaria», aunque en privado confesó que había dicho lo que pensaba, con lo que «don Alfonso sintonizaba con los críticos del parlamentarismo, que abundaban en España —como en toda Europa, también en América Latina— durante aquellos años».

### El «Desastre de Annual» de julio de 1921 y sus consecuencias

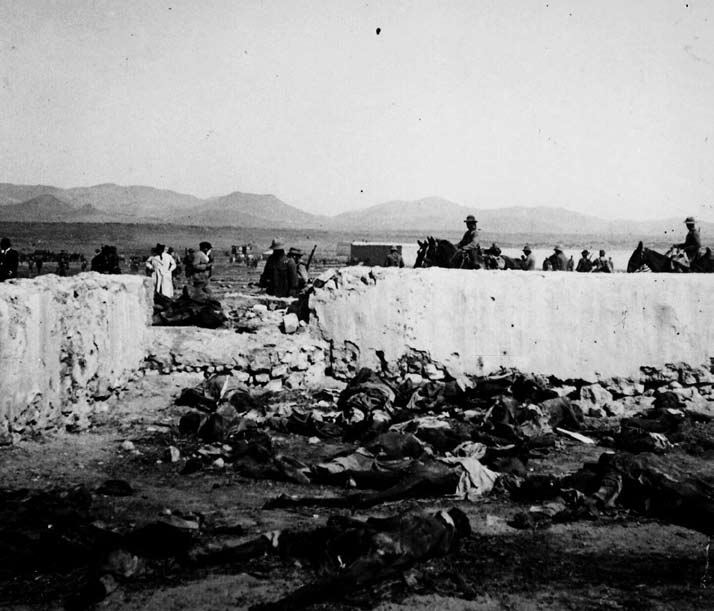
Cadáveres encontrados en Annual.

El problema más grave que tuvo que afrontar el gobierno Allendesalazar fue la crisis provocada por el desastre de Annual, acaecido dos meses después en el Protectorado español de Marruecos. «La ofensiva inesperada de los indígenas [encabezados por Abd el-Krim] concluyó en una desbandada general del Ejército español en dirección a Melilla. Las tropas españolas estaban dispersas en un frente muy extenso con un número de posiciones muy elevado y con graves problemas de aprovisionamiento. Las unidades estaban mal pertrechadas... El derrumbamiento del frente tuvo como consecuencia la pérdida en tan sólo unos días de lo conseguido con graves dificultades durante años. No sólo el general Silvestre [comandante general de Melilla y jefe de las fuerzas españolas en la mitad oriental del Protectorado] murió sino también otros 10 000 soldados».
El «desastre de Annual» conmocionó a la opinión pública. Hubo manifestaciones y huelgas de protesta exigiendo responsabilidades. En las Cortes y en la prensa también se exigieron y el propio rey Alfonso XIII fue acusado de haber alentado a Fernández Silvestre para actuar de la forma tan imprudente como lo hizo. Las personas que más destacaron en las acusaciones contra el rey fueron el escritor Miguel de Unamuno y el diputado socialista Indalecio Prieto. Este último concluyó una de sus intervenciones en las Cortes con una frase que provocó un gran escándalo en el hemiciclo y por la que fue procesado: «Aquellos campos de dominio son hoy campos de muerte: ocho mil cadáveres parece que se agrupan en torno de las gradas del trono en demanda de justicia». Prieto también se refirió a una expresión atribuida a Alfonso XIII que aludía a la gran cantidad de dinero que exigían los rebeldes rifeños para liberar a los cientos de prisioneros españoles que seguían en su poder (Prieto de nuevo fue amonestado por el presidente del Congreso de los Diputados): «Hay quien atribuye esta actitud del Gobierno a una frase altísima, según la cual resulta cara la carne de gallina». El historiador Javier Moreno Luzón apostilla: «Semejante sarcasmo real, sobre el valor de los apresados, no se olvidaría con facilidad». Por su parte Unamuno se refirió a un supuesto telegrama enviado por el rey a Fernández Silvestre animándole a que lanzara la ofensiva en el que le decía: «¡Olé los hombres!» (o «¡Olé tus cojones!» u «¡Olé los hombres, el 25 te espero!», en referencia a la festividad de Santiago Apóstol, patrón de España). El supuesto telegrama, si es que había existido, nunca fue encontrado.
Para hacer frente a las graves consecuencias políticas del «desastre de Annual» —el gobierno de Allendesalazar dimitió cuatro días después de la caída de Monte Arruit— el rey recurrió al conservador Antonio Maura quien el 3 de agosto de 1921 formó, como en 1918, un «gobierno de concentración», del que formaron parte tanto conservadores como liberales, y también de nuevo el catalanista Cambó. La primera medida que tomó el nuevo gobierno fue abrir un expediente —cuyo instructor sería el general Juan Picasso— para dirimir las responsabilidades militares del «desastre de Annual». El gobierno también se ocupó de las Juntas de Defensa y en enero de 1922 las transformó en «comisiones informativas» sujetas al Ministerio de la Guerra tras conseguir vencer la resistencia del rey a firmar el decreto. Sin embargo, el gobierno de Maura acuciado por la «cuestión de las responsabilidades» duró solo ocho meses y en marzo de 1922 fue sustituido por un gobierno exclusivamente conservador presidido por José Sánchez Guerra.
El nuevo gobierno disolvió en noviembre las «comisiones informativas», esta vez contando con el apoyo del rey que en junio había dicho en una reunión con los militares de la guarnición de Barcelona: «Actualmente asusta notar en nuestro ejército agrupaciones que, aunque las motivó un deseo tal vez nobilísimo, están francamente fuera de lo que aconseja la obediencia más elemental y la disciplina fundamental. El oficial no puede meterse en política». Otra medida civilista (de sometimiento de los militares al poder civil) fue la destitución del general Severiano Martínez Anido de su puesto de gobernador civil en Barcelona. Alfonso XIII se resignó al cese y le espetó a Sánchez Guerra: «hay que convenir que tienes unos... como la catedral de Toledo».

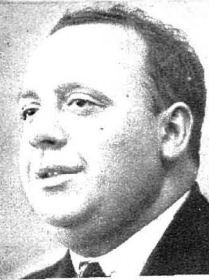
El diputado socialista Indalecio Prieto fue el que lanzó las acusaciones más duras contra el rey Alfonso XIII por su presunta responsabilidad en el desastre de Annual.

Tras la entrega al Ministerio de la Guerra en abril de 1922 por el general Picasso de su informe sobre el «desastre de Annual» que resultó demoledor ya que en él denunciaba el fraude y la corrupción que se había producido en la administración del protectorado, así como la falta de preparación y la improvisación de los mandos en la conducción de las operaciones militares, sin dejar a salvo a los gobiernos que no habían provisto al Ejército de los medios materiales necesarios ―a partir de lo relatado en el Expediente Picasso el Consejo Supremo de Guerra y Marina, presidido por el general Francisco Aguilera, ordenó el procesamiento de veintiséis jefes y oficiales, junto con el alto comisario, el general Berenguer, el general Fernández Silvestre, si se encontraba vivo pues no había sido hallado su cadáver, y el general Navarro, prisionero de Abd el-Krim―, el gobierno aceptó que el Congreso de los Diputados abordara la cuestión de las responsabilidades, también las políticas, y le remitió una copia del Expediente Picasso —el 21 de julio de 1922 se constituyó la Comisión de Responsabilidades del Congreso—. De nuevo fue el diputado socialista Indalecio Prieto el que realizó la intervención más dura, por la que sería procesado. Hizo responsables de lo sucedido a «los partidos que han turnado en este periodo de la monarquía» por no «haber sabido encuadrar a todo el mundo, incluso al rey, dentro de sus deberes constitucionales».

### El último gobierno constitucional del reinado de Alfonso XIII
El debate sobre las responsabilidades puso en evidencia la división entre los conservadores —Antonio Maura propuso que los ministros implicados fueran juzgados por el Senado— y cuando finalmente se produjo la crisis del gobierno en diciembre de 1922 —azuzada por los liberales que exigían volver al poder que desde 1919 no ejercían en exclusiva— el rey ofreció la presidencia a Manuel García Prieto que formó uno nuevo de «concentración liberal», que iba a ser el último gobierno constitucional del reinado de Alfonso XIII. Este gobierno anunció su propósito de avanzar en el proceso de responsabilidades. En julio de 1923 el Senado concedía el suplicatorio para poder procesar al general Berenguer ya que gozaba de inmunidad parlamentaria al ser miembro de esa Cámara.
El gobierno de García Prieto también se planteó un proyecto de reforma del régimen político que podría conducir el nacimiento de una auténtica monarquía parlamentaria, aunque en las elecciones que convocó a principios de 1923 volvió a producirse el fraude generalizado y el recurso a la maquinaria caciquil para asegurarse una mayoría. Sin embargo, los partidos no dinásticos lograron avances, sobre todo el PSOE, que obtuvo un resonante triunfo en Madrid donde obtuvo siete escaños. Pero finalmente, el gobierno no pudo llevar adelante sus planes de reforma y de exigencia de responsabilidades porque el 13 de septiembre de 1923 el general Miguel Primo de Rivera, capitán general de Cataluña, encabezó un golpe de Estado en Barcelona que puso fin al régimen liberal de la Restauración. El rey Alfonso XIII no se opuso al golpe. Las Cortes tenían previsto debatir el informe de la Comisión de Responsabilidades sobre el «Desastre de Annual» el 2 de octubre, pero el golpe lo impidió.

## El golpe de Estado
El 13 de septiembre de 1923 el capitán general de Cataluña, Miguel Primo de Rivera, se sublevó contra el Gobierno y dio un golpe de Estado. La reunión prevista de las Cortes Generales para fechas inmediatamente posteriores con el objetivo de analizar el problema de Marruecos y el papel del ejército en la contienda pudieron constituir el detonante último de la sublevación. A esta situación se unió la crisis del sistema monárquico en el que los partidos del turno fueron incapaces de afrontar un régimen democrático pleno. El 14 de septiembre, el Gobierno legítimo pidió al rey la destitución inmediata de los generales sublevados y la convocatoria de las Cortes Generales; pero el monarca no apoyó la medida y el Gobierno tuvo que dimitir. Poco después Alfonso XIII nombró a Primo de Rivera presidente del Gobierno. En el manifiesto de los sublevados se invocó la salvación de España de «los profesionales de la política».
Se creó un directorio militar con ocho generales de brigada del Ejército y un contralmirante. Se suspendió la Constitución, se disolvieron los ayuntamientos, se prohibieron los partidos políticos, se crearon los Somatenes como milicias urbanas y se declaró el estado de guerra.

## La «dictadura con rey»
La expresión «dictadura con rey» ha sido acuñada por el historiador Santos Juliá (que también utiliza el término «dictadura militar de real orden»). Obedece al hecho de que la suerte final del golpe militar la decidió el rey Alfonso XIII al no respaldar al Gobierno y ceder el poder a Primo de Rivera, lo mismo que había hecho un año antes el rey de Italia Víctor Manuel III, que se negó a firmar el decreto que declaraba el estado de sitio para impedir que la marcha sobre Roma de los fascistas triunfara, y que al día siguiente nombró a Mussolini jefe del Gobierno. No es casualidad que, poco después de instaurarse la dictadura, Alfonso XIII le dijera a Víctor Manuel III en el curso de una visita oficial a Italia: «Ya tengo mi Mussolini». Por su parte, Primo de Rivera admiraba al Duce, al que consideraba «el apóstol de la campaña dirigida contra la corrupción y la anarquía». Según la historiadora Genoveva García Queipo de Llano, «el aumento de las dificultades y la propia consolidación del régimen dictatorial le llevaron [a Primo de Rivera] a aproximarse algo más al fascismo, pero siempre con indecisión, de manera tímida».
A partir de la aceptación del golpe de Estado de Primo de Rivera, el rey ya no actuó como monarca constitucional, sino como jefe del Estado de una nueva fórmula política de "dictadura con rey", que se iba a difundir más tarde por otras monarquías europeas. Que Alfonso XIII ya no era un monarca constitucional lo pudieran comprobar los presidentes del Senado, conde de Romanones, y del Congreso de Diputados, Melquíades Álvarez, cuando pasados tres meses del golpe le recordaron al rey que la Constitución de 1876 le obligaba a convocar elecciones (cosa que el rey no hizo), fueron fulminantemente destituidos mediante un Decreto firmado por Primo de Rivera y refrendado por el rey. Primo de Rivera lo justificó así:

El país no se impresiona ya con películas de esencias liberales y democráticas; quiere orden, trabajo y economía.

En una entrevista publicada el 24 de enero de 1924 por el diario británico Daily Mail el rey Alfonso XIII justificó su decisión:

Yo acepté la Dictadura militar porque España y el Ejército la quisieron para acabar con la anarquía, el desenfreno parlamentario y la debilidad claudicante de los hombres políticos. La acepté como Italia tuvo que acogerse al fascismo porque el comunismo era su inmediata amenaza. Y porque había que emplear una terapéutica enérgica sobre los tumores malignos que padecíamos en la Península y en África.

El socialista Indalecio Prieto en un artículo escrito poco después del golpe de Primo de Rivera señalaba al propio monarca Alfonso XIII como el instigador del mismo con la finalidad de impedir que la Comisión de Responsabilidades por el Desastre de Annual pudiera formular ningún tipo de acusación. El artículo acababa así:

¿Qué interés podía tener la Corona en facilitar el triunfo del movimiento militar? Iban a abrirse las Cortes, a plantearse de nuevo ante ellas el problema de las responsabilidades por la hecatombe de Melilla que ya había dado al traste con el anterior Parlamento, en el debate acaso con inculpaciones mutuas se destrozasen los partidos del régimen y asomaran de nuevo altas responsabilidades personales… Quizá este espectáculo demoledor hiciera surgir el motín en las calles. La sedición militar, amparada y tutelada desde arriba podría frustrarlo. Y surgió la extraña sublevación, una sublevación de Real orden.

### Fases de la dictadura
En principio, la dictadura iba a ser un régimen temporal —Primo de Rivera dijo que su propósito era permanecer solo noventa días, tiempo suficiente para regenerar el país—, pero duró seis años y cuatro meses.

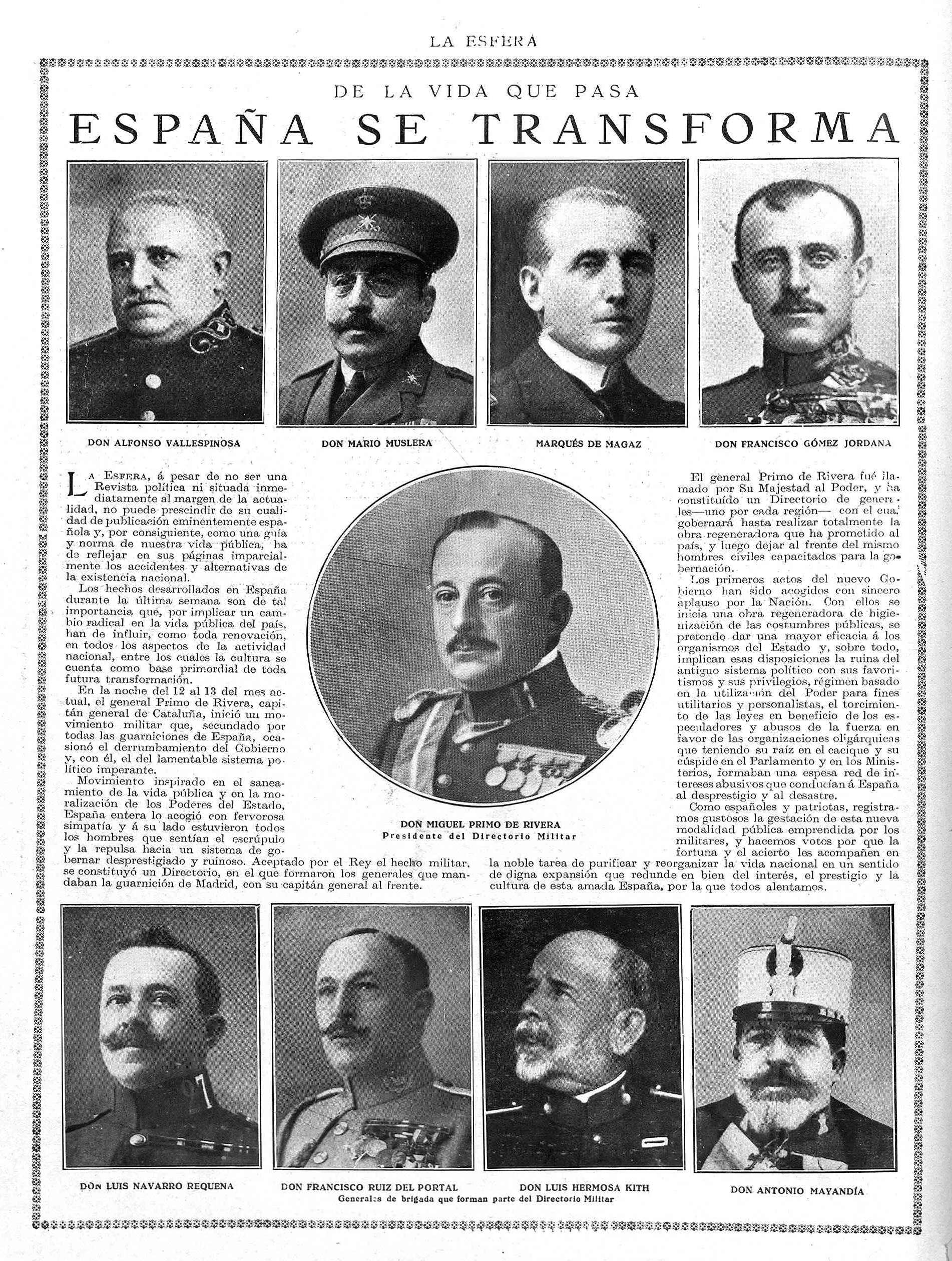
«De la vida que pasa.—España se transforma». Página de la revista La Esfera (22 de septiembre de 1923) con los retratos de los integrantes del Directorio Militar.

El 14 de septiembre de 1923 se declaró el estado de guerra, que duraría hasta el 16 de mayo de 1925. El 15 de septiembre se aprobaba el real decreto que establecía un directorio militar que asumía todas las funciones del poder ejecutivo. Primo de Rivera se convertía en jefe de Gobierno y único ministro. El resto del directorio estaba compuesto por un general de brigada de cada capitanía general, más el marqués de Magaz, Antonio Magaz y Pers (contralmirante), en representación de la Armada. Los generales que integraban el Directorio fueron: Adolfo Vallespinosa Vior (I Región Militar), general de Artillería Luis Hermosa y Kith (II Región Militar), Luis Navarro y Alonso de Celada (III Región Militar), Dalmiro Rodríguez Pedré (IV Región Militar), Antonio Mayandía y Gómez (V Región Militar), el general Francisco Gómez-Jordana y Souza (VI Región Militar), Francisco Ruiz del Portal (VII Región Militar) y Mario Muslera y Planes (VIII Región Militar).
Las primeras decisiones del dictador marcaron el rumbo de cómo se iba a gobernar. A la disolución de las Cortes se unió el día 18 de septiembre un decreto que prohibía el uso de otra lengua que no fuera el castellano, ni de símbolos como banderas vascas o catalanas. La Mancomunidad de Cataluña fue intervenida con el nombramiento del conservador Alfons Sala y se disolvieron las Diputaciones Provinciales. Del mismo modo se restringieron las libertades políticas, se anuló el sistema de representación, se suspendieron las garantías constitucionales y se censuraron las publicaciones de la prensa.
El 3 de diciembre de 1925 se restableció el cargo de presidente del Consejo de Ministros y se estableció lo que se conoce como Directorio civil, con hombres que no provenían del antiguo sistema de partidos, entre los que se encontraban José Calvo Sotelo como ministro de Hacienda, Galo Ponte y Escartín como ministro de Gracia y Justicia y Eduardo Callejo de la Cuesta como ministro de Instrucción Pública, entre otros. No obstante, la Constitución permaneció suspendida.

### Contexto internacional

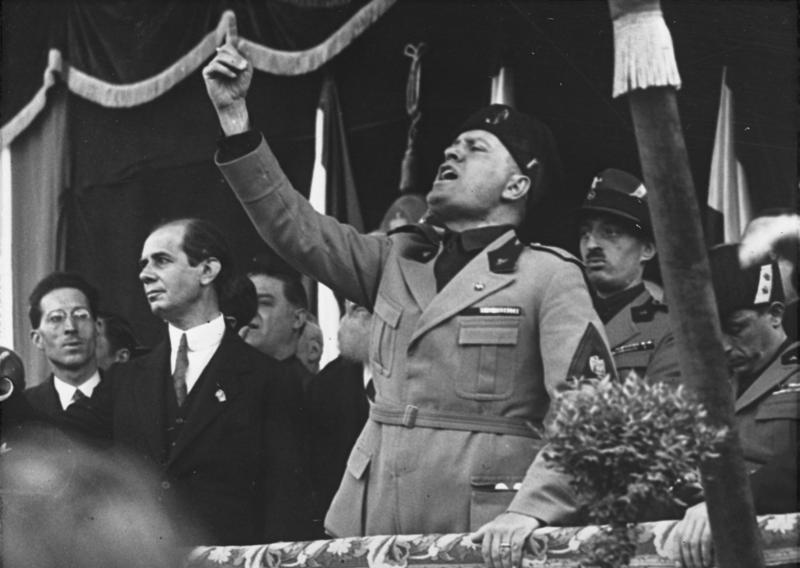
El dictador fascista italiano Benito Mussolini en 1930.

Los sistemas democráticos se tambaleaban también en Europa. El fascismo se implanta en Italia en 1922, se funda en Alemania el NSDAP y los regímenes autoritarios alcanzan a Portugal y Polonia. Primo de Rivera se reunirá con Benito Mussolini, a quien elogiará diciendo que era «el apóstol de la campaña contra la anarquía y la corrupción política», recogiendo con agrado una parte importante del sistema corporativista que se estaba implantando en Italia y que pretendió importar a España. La explosión del modelo autoritario —de fuerte sentimiento nacionalista y muy crítico con los sistemas democráticos débiles y acomodados— unido a una rápida extensión en toda Europa de las ideas emergentes de los socialistas con amplio apoyo de las masas populares, influyó en la reacción habida en España.

## El directorio militar (1923-1925)

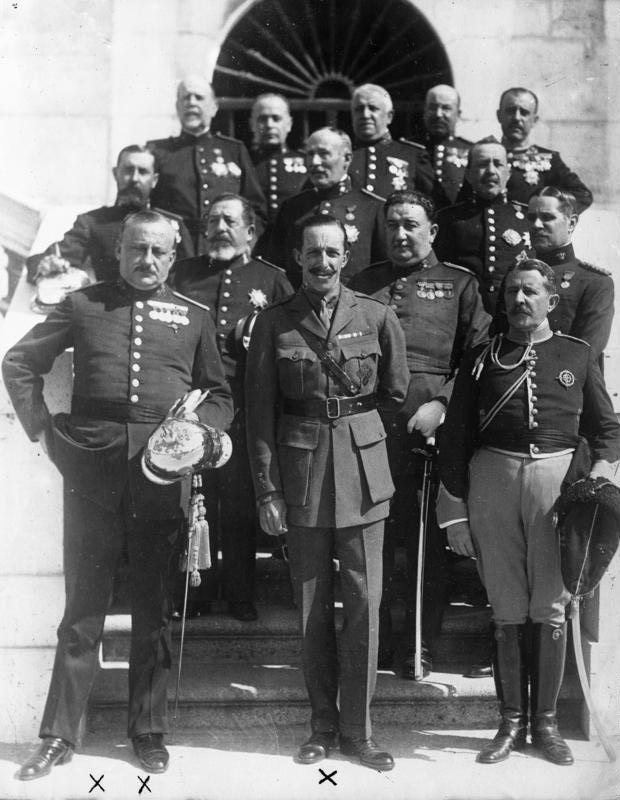
De izquierda a derecha (en negrita los generales miembros del Directorio militar y entre paréntesis el número de la región militar a la que representan; en cursiva, los cuatro generales miembros del Cuadrilátero): el general Primo de Rivera, el rey Alfonso XIII, y el general José Cavalcanti de Alburquerque, en primera fila; el general Antonio Mayandía Gómez (5.ª), el general Federico Berenguer Fusté y general Leopoldo Saro Marín, en segunda fila; el general Antonio Dabán Vallejo, el general Francisco Ruiz del Portal (7.ª) y el general Luis Navarro y Alonso de Celada (3.ª), en tercera fila; el general Luis Hermosa y Kith (2.ª), el general Dalmio Rodríguez Pedré (4.ª), el general Adolfo Vallespinosa Vior (1.ª), el general Francisco Gómez-Jordana Sousa (6.ª), y el general Mario Muslera y Planes (8.ª), en última fila.

### El restablecimiento de la paz social
La primera medida que tomó el Directorio fue la destitución de las autoridades provinciales y locales (gobernadores civiles, alcaldes, presidentes de las diputaciones) que fueron sustituidas por militares, cuya primera misión fue el restablecimiento del orden público por el método expeditivo de declarar el estado de guerra, lo que suponía la suspensión de las garantías constitucionales (como la inviolabilidad del domicilio, la libertad de reunión y asociación, etc.) y la atribución a la jurisdicción militar de los "delitos políticos" (incluidos el de ostentar banderas no nacionales o utilizar en actos oficiales lenguas no castellanas) y buena parte de los delitos comunes. Otra de las primeras decisiones del Directorio también tuvo que ver con el orden público: mediante un decreto de 17 de septiembre, se extendió la institución catalana del Somatén a todas las provincias de España.
La declaración del estado de guerra condujo a que se restableciera la paz social. Desapareció casi por completo el pistolerismo (solo se registraron 51 atentados entre 1923 y 1928, frente a los 1259 de 1919 a 1923) y se redujo el número de huelgas, a lo que contribuyó también el crecimiento económico que se vivió en los "felices años veinte".
La política seguida por la dictadura con las dos grandes organizaciones obreras fue muy distinta. Primo de Rivera intentó atraerse a los socialistas, provocando una división en su seno entre los partidarios de la colaboración con la dictadura, encabezados por Julián Besteiro, Francisco Largo Caballero y Manuel Llaneza, y los contrarios, liderados por Indalecio Prieto y Fernando de los Ríos. Ganó la postura de los primeros y los socialistas se integraron en el Consejo de Trabajo como consecuencia de la absorción por este nuevo organismo del Instituto de Reformas Sociales, e incluso Largo Caballero formó parte del Consejo de Estado, lo que provocó la dimisión de Prieto de la ejecutiva del PSOE. En cambio, la política de la dictadura respecto de la CNT fue la represión, por lo que la organización anarquista pasó a la clandestinidad.

### El «descuaje del caciquismo»
Primo de Rivera se consideró a sí mismo el «cirujano de hierro» que debía lograr el «descuaje del caciquismo» del que había hablado Joaquín Costa a principios de siglo. Así, además del restablecimiento de la "paz social", el otro objetivo asignado a las nuevas autoridades militares provinciales y locales fue "regenerar" la vida pública poniendo fin a las redes caciquiles, una vez que la "oligarquía" de los políticos del turno ya había sido desalojada del poder. Los nuevos gobernadores civiles, todos ellos militares, fueron encargados de investigar los casos de corrupción, admitiéndose al principio las denuncias anónimas, y para auxiliar a los gobernadores se nombraron en cada Partido judicial delegados gubernativos, también militares –más de ochocientas corporaciones locales fueron investigadas y se incoaron más de cien expedientes por haberse detectado irregularidades en ellas-.
Sin embargo, en la práctica la medida de nombrar los delegados gubernativos fue "poco efectiva" porque entre ellos "también se dieron casos de corrupción" "e incluso algunos se convirtieron en auténticos caciques". En realidad, "la razón fundamental de la crisis del caciquismo durante el período de la Dictadura fue la marginación del poder durante tanto tiempo de los partidos del turno", aunque muchos caciques encontraron refugio en el partido único de la dictadura, la Unión Patriótica.
La reforma política a nivel local culminó con la promulgación del Estatuto Municipal de 1924, impulsado por el entonces director general de Administración Local, el antiguo maurista José Calvo Sotelo. En el preámbulo del Estatuto se decía que el Estado para ser democrático ha de apoyarse en municipios libres, pero los alcaldes siguieron siendo designados por el Gobierno, y no elegidos por los vecinos.
Otro paso en el "descuaje del caciquismo" fue la disolución de las diputaciones provinciales en enero de 1924, a excepción de las del País Vasco y de Navarra. Los gobernadores civiles quedaron encargados de nombrar a sus nuevos miembros entre profesionales liberales y empresarios, lo que provocó la desafección de los miembros de la Lliga Regionalista encabezados por Josep Puig i Cadafalch, quien en un principio había creído en la buena voluntad regionalista de Primo de Rivera, ya que los designados para las cuatro diputaciones catalanas, como en los ayuntamientos, fueron españolistas, procedentes en su mayoría de la Unión Monárquica Nacional.

### La Unión Patriótica: un partido «apolítico»
A principios de 1924, comenzó a fraguarse la idea de que no era suficiente para «regenerar» el país poner fin a la «oligarquía» y «descuajar el caciquismo», sino que también era necesaria una «política nueva», que se apoyara en «gentes de ideas sanas» y los hombres «de buena fe» que formarían un «partido político, pero apolítico, que ejerce una acción político-administrativa». Una fuerza política, que no definiera los objetivos ni las políticas a aplicar, sino que se hiciera cargo de la administración del Estado llevando a la práctica el lema regeneracionista de «menos política, más administración».
Así es como nació en abril de 1924 la Unión Patriótica, aunque las primeras "uniones patrióticas" habían surgido de manera espontánea en los círculos del catolicismo político. Primo de Rivera definió la Unión Patriótica como «un partido central, monárquico, templado y serenamente democrático» y más adelante lo dotó de un trilema, al modo carlista: «Patria, Religión y Monarquía». Uno de sus ideólogos, el escritor José María Pemán, se preocupó de diferenciarlo del fascismo y afirmó que el Estado que defendía la Unión Patriótica era el "tradicional socialcristiano", y que además renegaba del sufragio universal que consideraba "un gran error". En el partido se integraron personas procedentes de la derecha tradicional católica (antiliberal y antidemocrática), del "maurismo" y de otros sectores conservadores, "apolíticos" de todo tipo y también simples oportunistas.
La Unión Patriótica fue un partido «organizado desde el poder y por el poder» (como lo reconoció José Calvo Sotelo), y para su constitución el dictador echó mano de una formación política en gestación que venía del mundo católico antiliberal y antidemocrático no carlista, más concretamente del vinculado a la Asociación Católica Nacional de Propagandistas, que encabezaba Ángel Herrera Oria, y que precisamente había sido la organización que había impulsado las primeras "uniones patrióticas" con el fin de constituir el gran partido de la derecha católica. La base de la Unión Patriótica fue fundamentalmente local y provincial, y la Junta Directiva Nacional creada en 1926 nunca tuvo unas funciones muy precisas. Más importante como aglutinante del partido fue el papel del diario La Nación, el órgano de prensa de la Unión Patriótica sostenido con fondos de la Administración.
Por otro lado, la eficacia de la Unión Patriótica en el «descuaje del caciquismo» fue en realidad reducida, porque "incorporó en sus filas a muchos antiguos caciques y permitió la creación de nuevos cacicazgos", como en el caso de la provincia de Cádiz, cuna de Primo de Rivera, "donde la práctica totalidad de los caciques tradicionales se integraron en la Unión Patriótica".

### El reforzamiento del nacionalismo español y la lucha contra el «separatismo»
En el Manifiesto del 13 de septiembre se hacía referencia a la descarada propaganda separatista como una de las justificaciones del golpe. Cinco días después el Directorio promulgaba el Decreto de 18 de septiembre de 1923 contra el «separatismo», que castigaba con severas penas los «delitos contra la seguridad y la unidad de la Patria», juzgados por tribunales militares. Así pues, la dictadura se decantó desde el primer momento por "un nacionalismo español autoritario y beligerante. Los símbolos y las entidades afines a los otros nacionalismos fueron perseguidos. La censura redujo a la mínima expresión no sólo la prensa democrática y obrera, sino también las publicaciones en otras lenguas. Las actividades políticas fueron severamente limitadas y, en general, nacionalismos subestatales y regionalismos entraron en un forzado eclipse, que duraría hasta 1929".
En Cataluña, pronto se hizo patente la equivocación de la Lliga Regionalista de apoyar el golpe de Primo de Rivera, ya que este llevó a cabo inmediatamente una política de persecución del catalanismo. Entre otras medidas se prohibió el catalán en los actos oficiales, se intentó suprimir el uso de catalán en los sermones y en las ceremonias religiosas, se impuso el castellano como única lengua administrativa, se castellanizaron y cambiaron los topónimos catalanes, se boicotearon los Juegos Florales (que hubieron de celebrarse en el exterior), se prohibió izar la bandera catalana, se limitó el baile de sardanas, se persiguió a instituciones profesionales, sindicales y deportivas simplemente por usar el catalán, etc. Esta política generó numerosos conflictos con diversas instituciones catalanas y entidades catalanistas que se resistían a aceptarla, y muchas de ellas acabaron siendo clausuradas temporal o definitivamente. Fue el caso, por ejemplo, de algunos locales de la Lliga Regionalista que fueron cerrados y el de su periódico La Veu de Catalunya que fue suspendido temporalmente.
En enero de 1924 Primo de Rivera se reunió en Barcelona con algunos dirigentes políticos catalanes pero solo consiguió el apoyo de la españolista Unión Monárquica Nacional, cuyo líder Alfonso Sala Argemí pasó a presidir la Mancomunidad tras la dimisión de Puig i Cadafalch. Sin embargo, Sala acabó enfrentándose a las autoridades militares de Cataluña y protestando por carta a Primo de Rivera. Así cuando en marzo de 1925 se aprobó el Estatuto Provincial, que en la práctica prohibía la Mancomunitat, Sala dimitió.
Tras la desaparición de la Mancomunitat, las declaraciones de Primo de Rivera sobre la cultura, la identidad, el idioma y las instituciones de Cataluña fueron creciendo en virulencia, manifestándose totalmente contrario a cualquier tipo de autonomía regional. Como ha señalado la historiadora Genoveva García Queipo de Llano, "Primo de Rivera ofendió no sólo a grupos políticos sino a la totalidad de la sociedad catalana". Así se fue produciendo un distanciamiento cada vez mayor entre Cataluña y la dictadura, aumentando progresivamente los conflictos. Acció Catalana llevó el "caso catalán" a la Sociedad de Naciones y Francesc Macià, un antiguo militar fundador de Estat Catalá, se convirtió en el símbolo de la resistencia de Cataluña a la dictadura.

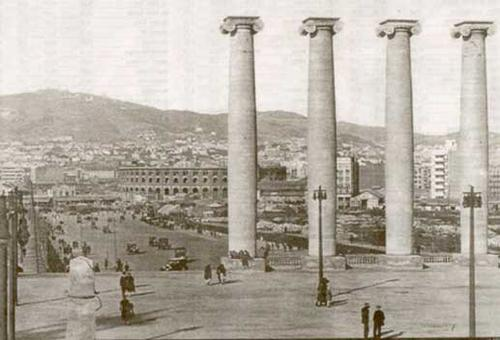
Las cuatro columnas que representaban las cuatro barras de la bandera catalana, obra del arquitecto Puig i Cadafalch para la Exposición Internacional de Barcelona (1929).
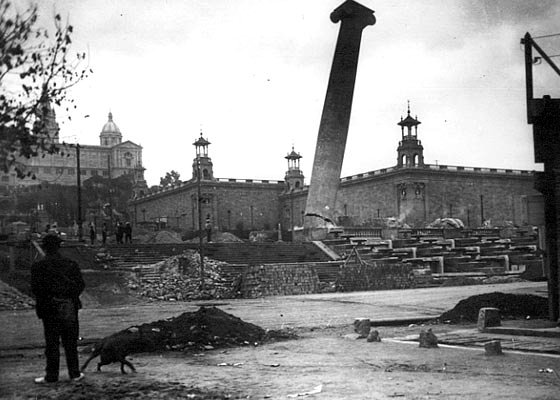
Derribo de las columnas por orden de Primo de Rivera.
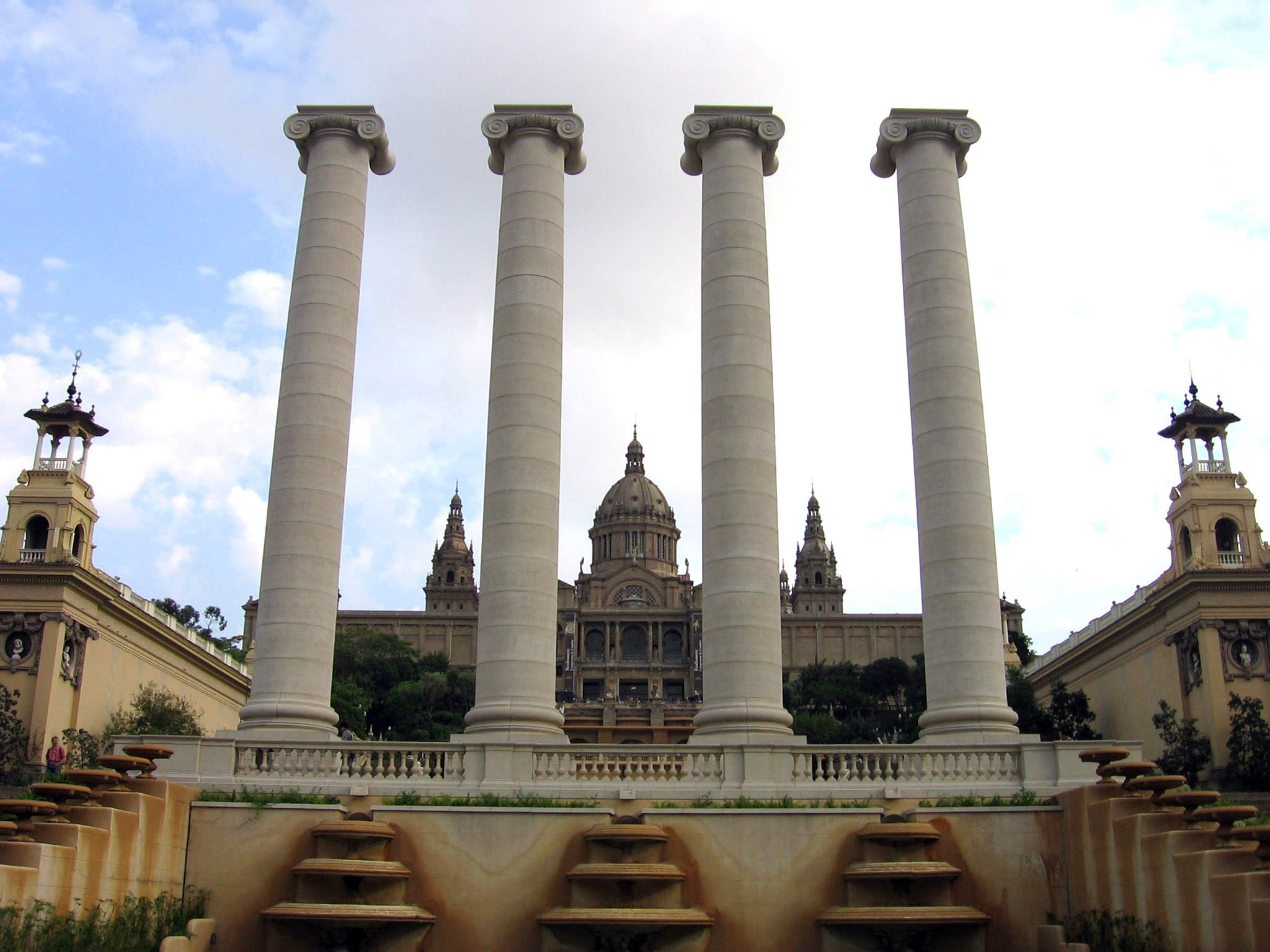
Las cuatro columnas fueron reconstruidas y situadas cerca de su emplazamiento original en 2011.
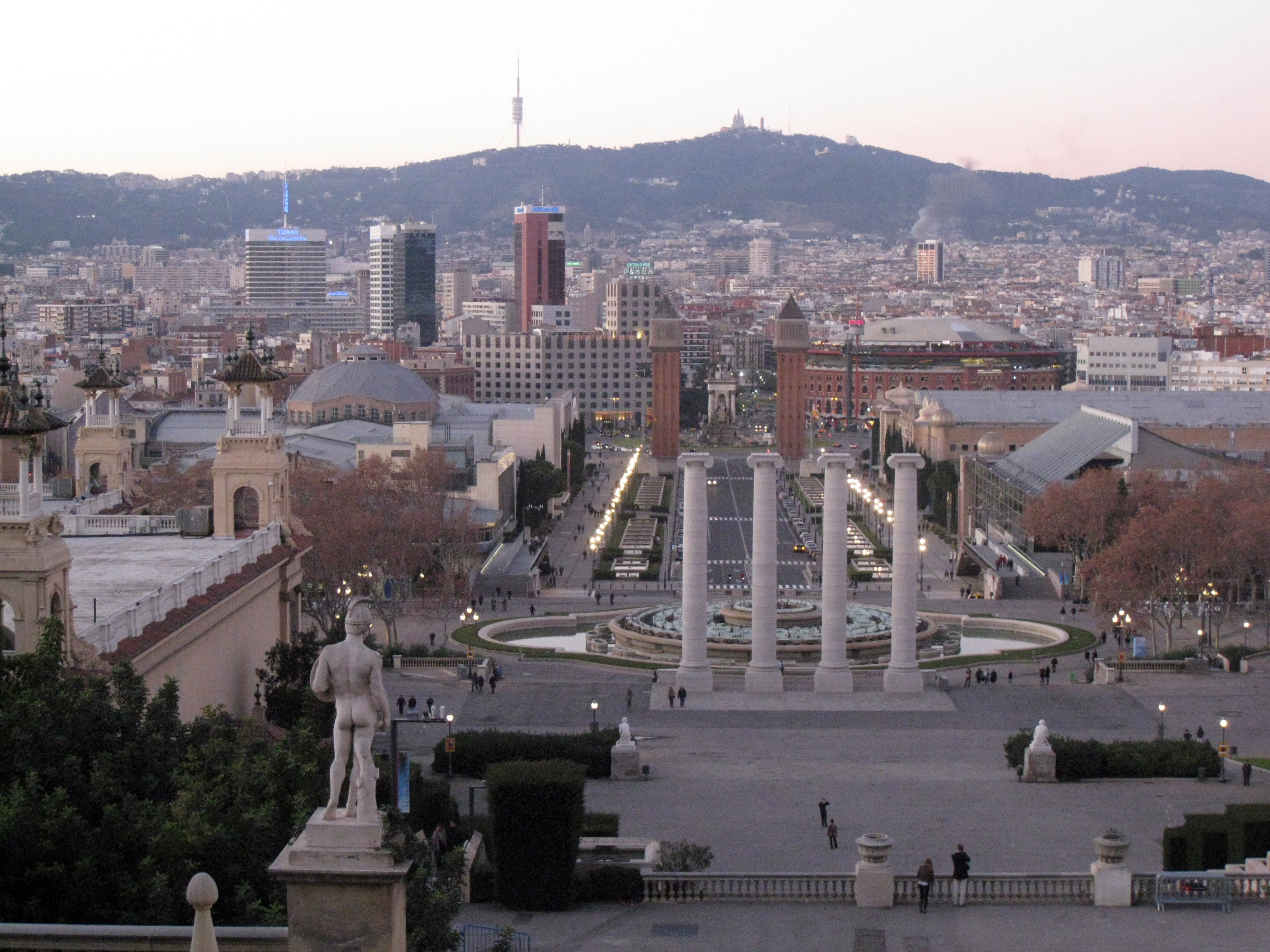
Las cuatro columnas en la actualidad vistas desde el Palau de Montjuic.

### La pacificación de Marruecos
Respecto al "problema de Marruecos" el general Primo de Rivera siempre había manifestado una postura "abandonista", así que ordenó el repliegue de las tropas a la franja litoral del Protectorado español de Marruecos, con el consiguiente malestar del sector "africanista" del Ejército. Entre ellos se encontraba el teniente coronel Francisco Franco, que escribió varios artículos en la Revista de Tropas Coloniales en defensa del colonialismo español. Una de las razones de fondo de la oposición al "abandono" de Marruecos estribaba en que el repliegue suponía el final de los rápidos ascensos por "méritos de guerra", lo que había permitido a los oficiales destinados en África ascender más rápidamente que los que estaban en las guarniciones peninsulares. Era el caso del propio teniente coronel Franco, que cuando se graduó solicitó destino en el Ejército de África (en los "regulares", primero en Melilla y después en Ceuta), y en solo cinco años (de 1912 a 1917) ascendió de teniente a comandante por "méritos de guerra". 
Cuando el teniente coronel Millán Astray organizó en 1920 la Legión Extranjera (siguiendo el modelo francés), nombró al comandante Franco al frente de uno de sus batallones. En 1922, Franco publicó Marruecos, diario de una Bandera, donde contó su experiencia en la Legión. Ese mismo año los medios conservadores, como el diario ABC, lo pusieron como ejemplo de "soldado" ante la campaña antimilitarista que se desató tras el "desastre de Annual". En 1923 ocupaba la jefatura de la Legión y era ascendido a teniente coronel. Cuando, finalmente, Primo de Rivera se decidió a reanudar la guerra de Marruecos, el teniente coronel Franco, como otros oficiales "africanistas", cambió su actitud y se hizo acérrimo partidario de la Dictadura. El teniente coronel Franco ascendió en solo tres años a coronel y de coronel a general. Tenía treinta y tres años de edad. Si no hubiera habido guerra aún sería capitán, afirma el historiador Gabriel Cardona.
En marzo de 1924 Primo de Rivera mandó retirar las tropas de la zona de Yebala y Xauen, lo que permitiría acortar las líneas. Sin embargo, el repliegue se efectuó en condiciones meteorológicas deficientes. Esto fue aprovechado por Abd el-Krim, el líder de la autoproclamada República del Rif, para lanzar una ofensiva, por lo que la operación fue una catástrofe. Hubo más bajas que las producidas en el desastre de Annual de tres años antes, aunque con un número inferior de muertos; Abd el-Krim se apoderó de buena parte del protectorado español. Primo de Rivera logró ocultar a la opinión pública la magnitud del desastre gracias a la censura, pero en octubre de 1924 tuvo que asumir personalmente el cargo de alto comisario español en Marruecos. Solo el error de los rebeldes rifeños de atacar las posiciones francesas en la primavera de 1925 permitió a Primo de Rivera salvar la situación.

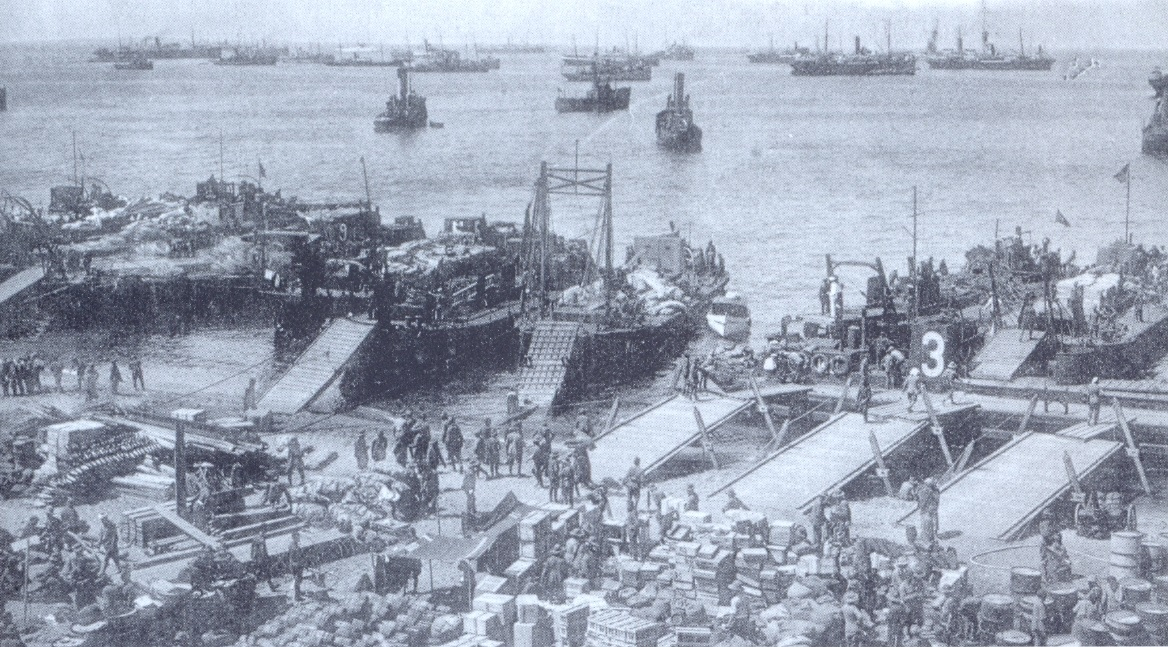
Desembarco de Alhucemas, septiembre de 1925

En efecto, el ataque de Abd el-Krim a las zonas de Marruecos bajo protectorado francés fue suficiente para que Francia, por primera vez, se mostrara dispuesta a colaborar con España para poner fin a la rebelión rifeña. De esta colaboración surgió el proyecto del desembarco de Alhucemas, que tuvo lugar en septiembre de 1925 y fue un completo éxito, pues sorprendió al enemigo por la retaguardia y partió en dos la zona controlada por los rebeldes. Así, en abril de 1926, Abd el-Krim solicitaba entablar negociaciones. Al año siguiente, Marruecos estaba completamente pacificado, y dejó de ser un problema para España. En su obsesión por no caer en manos del ejército español, Abd el-Krim se entregó a los franceses, que lo deportaron a la isla Reunión.
Según Genoveva García Queipo de Llano,

La victoria de Marruecos fue, sin duda, el triunfo más espectacular del gobierno de Primo de Rivera, y sentó las bases de la política exterior de la Dictadura en el futuro. La voluntad de permanencia en el poder del general Primo de Rivera a partir del año 1925, a pesar de que él mismo había indicado la provisionalidad de su régimen, fue precisamente que hubiera solucionado un problema que había sido la pesadilla de todos los gobernantes españoles desde el año 1898.

Por otro lado, como ha señalado Santos Juliá, "entregada la dirección de la guerra a los africanistas carecía de sentido seguir con el enojoso asunto de las responsabilidades, al que se dio definitivo carpetazo".

## El Directorio civil (1925-1930)

### El nacimiento del Directorio civil
Como ha señalado la historiadora Ángeles Barrio, "la popularidad que le había dado a Primo de Rivera el éxito de la campaña de África le permitía dar un paso adelante en la continuidad del régimen, devolver el ejército a los cuarteles y emprender una fase civil del Directorio. De hecho, el 13 de diciembre de 1925 Primo de Rivera constituía su primer gobierno de tipo civil, en el que sin embargo los puestos clave –Presidencia, ocupada por él mismo, Vicepresidencia y Gobernación, por Severiano Martínez Anido, y guerra por Juan O'Donnell, duque de Tetuán- se reservaban a militares. En el mismo acto de presentación del gobierno, para salir del paso de las especulaciones, cada vez más insistentes en diversos sectores, sobre la necesidad de una salida constitucional, Primo de Rivera hizo pública su intención de mantener en suspenso la Constitución y de no convocar elecciones".
Con el "Directorio civil" Primo de Rivera restableció el Consejo de Ministros con las carteras tradicionales y con una composición mitad civiles y mitad militares. Los civiles pertenecían a la Unión Patriótica, y entre ellos destacaban las "estrellas ascendentes del autoritarismo corporativo: José Calvo Sotelo [un antiguo "maurista" que en los dos años anteriores había ocupado la Dirección General de Administración Local] en Hacienda, Eduardo Aunós en Trabajo y el conde de Guadalhorce en Fomento". Otro ministro destacado era el conservador José Yanguas Messía. Según Genoveva García Queipo de Llano, con el nombramiento del Directorio civil Primo de Rivera, "afirmaba su voluntad de permanecer en el poder y no marcaba ningún camino preciso para salir del régimen dictatorial".

### La fracasada institucionalización del régimen
El primer paso hacia la institucionalización del régimen fue la fundación en abril de 1924 del "partido único" Unión Patriótica y el segundo la formación del "Directorio civil" en diciembre de 1925. Los pasos siguientes fueron el establecimiento de la Organización Corporativa Nacional y la convocatoria de la Asamblea Nacional Consultiva encargada de elaborar un proyecto de nueva Constitución.

#### La Organización Corporativa Nacional (OCN)
Primo de Rivera había prometido a los sectores obreros una actitud de "paternal intervención" para mejorar sus condiciones de vida y de trabajo, que se concretó en la creación en noviembre de 1926 de la Organización Corporativa Nacional (OCN), una institución que regularía las relaciones entre trabajadores y empresarios bajo la "supervisión" del Estado, y cuyo impulsor fue el ministro de Trabajo Eduardo Aunós, antiguo miembro de la Liga Regionalista y defensor del catolicismo social. La idea de la OCN estaba inspirada en la "doctrina social de la Iglesia", aunque también estaba influida por el modelo corporativo fascista, dado el papel "tutelar" que se concedía al Estado. Según Ángeles Barrio, el objetivo último de la OCN era garantizar la paz social mediante una política de intervención en el mundo del trabajo (lo que denomina como "corporativismo social").
La OCN constaba de un primer escalón formado por comités paritarios; un segundo escalón constituido por las comisiones mixtas provinciales y, finalmente, un tercero, formado por los consejos de la corporación de cada oficio, que constituían el órgano superior. La representación de patronos y obreros era igual en cada paso –cinco por cada lado- y la labor presidencial era ejercida por un representante del gobierno. Primo de Rivera ofreció la representación de la clase obrera en la OCN al sindicato socialista, la Unión General de Trabajadores, lo que creó un importante elemento de división interna entre las socialistas, ya que la UGT aceptó el ofrecimiento. "El plan que Primo de Rivera proponía a la UGT era ventajoso para el desarrollo y ensanchamiento de sus bases sindicales y para su representatividad en el ámbito de las relaciones laborales, que venía disputándosela con la CNT desde los primeros años del siglo", afirma Ángeles Barrio, pero como alega esta misma historiadora la colaboración de la UGT con la dictadura produjo una honda fractura en el socialismo español, ya que algunos líderes como Indalecio Prieto o Fernando de los Ríos se opusieron a ella por considerarla injustificada y oportunista.

#### La Asamblea Nacional Consultiva y el proyecto de nueva Constitución
El 13 de septiembre de 1926, tercer aniversario del golpe de Estado que le llevó al poder, Primo de Rivera realizó un plebiscito informal para demostrar que contaba con el respaldo popular y presionar así al rey para que aceptara su propuesta de convocar una Asamblea Consultiva, no elegida. Durante un año Alfonso XIII se resistió, pero en septiembre de 1927, firmó la convocatoria de la Asamblea Nacional Consultiva que debería preparar y presentar escalonadamente al gobierno en un plazo de tres años y con carácter de anteproyecto, una legislación general y completa que a su hora ha de someterse a un sincero contraste de opinión pública y, que en la parte que proceda, a la real sanción. Esta Asamblea se reunió en febrero de 1928 y la mayoría de sus cerca de 400 miembros fueron nombrados directamente o indirectamente por el gobierno, y solo unos sesenta habían sido antes diputados, senadores o ministros.
En el Real Decreto-ley de 12 de septiembre de 1927 que la fundó, se decía que "no ha de ser un Parlamento, no legislará, no compartirá soberanías", sino un "órgano de información, controversia y asesoramiento de carácter general que colaborará con el Gobierno". Era "una asamblea corporativa, dependiente por completo del poder ejecutivo", "con miembros elegidos por los ayuntamientos, las diputaciones provinciales, las uniones patrióticas, los órganos del Estado y representantes destacados de la Administración, el ejército, la justicia o la Iglesia junto a otros representantes del trabajo, el comercio, la cultura, las artes y demás actividades por el gobierno, y pretendía ser la expresión de un modelo tripartito de representación –Administración, Sociedad y Partido- que tenía sus raíces en el corporativismo clásico y en el corporativismo fascista italiano".
Un fuerte revés para el proyecto de Primo de Rivera fue la negativa de los socialistas a participar en la Asamblea Nacional Consultiva, en principio motivada porque los puestos les habían sido asignados sin elección, pero cuando Primo de Rivera más tarde aceptó que fueran elegidos por el sindicato UGT, los socialistas mantuvieron su negativa. El socialista que más fuertemente se opuso a la participación fue Indalecio Prieto, mientras que Francisco Largo Caballero o Julián Besteiro siguieron defendiendo la colaboración con el régimen —Besteiro argumentó que por qué no habrían de ir los socialistas a la Asamblea si habían participado en las Cortes Generales que, a su juicio, eran tan ilegítimas como aquella—. Por otro lado, las Universidades, cada vez más enfrentadas con el régimen, tampoco enviaron representantes.
La sección primera de la Asamblea, presidida por José Yanguas Messía, con José María Pemán de secretario, y Antonio Goicoechea, Víctor Pradera y César Silió, entre sus vocales, presentó en el verano de 1928 una propuesta de carta otorgada, como la calificó el reputado jurista Mariano Gómez, aunque fue presentada como anteproyecto de "Constitución de la Monarquía Española", a pesar de que rompía completamente con la historia del constitucionalismo español.
El anteproyecto de Constitución –llamado Estatuto Fundamental de la Monarquía, y que fue redactado por José María Pemán, Gabriel Maura Gamazo y Juan de la Cierva– tenía un carácter fuertemente autoritario ya que limitaba el ejercicio de los derechos, no establecía la división de poderes y solo la mitad de la Cámara (única) era elegida por sufragio universal, mientras que la otra mitad era designada por las "corporaciones" y por el rey. El anteproyecto no satisfizo a nadie, ni siquiera a Primo de Rivera, debido al excesivo peso que se concedía a la Corona. Así un año después de su presentación el anteproyecto se hallaba completamente estancado, por lo que el debate político se centró ya en la apertura de un verdadero "período constituyente".
Como ha señalado Genoveva García Queipo de Llano, "lo que acabó por arruinar a la Dictadura como fórmula política fue su propia incapacidad para encontrar una fórmula institucional diferente a la del pasado".

### La política exterior

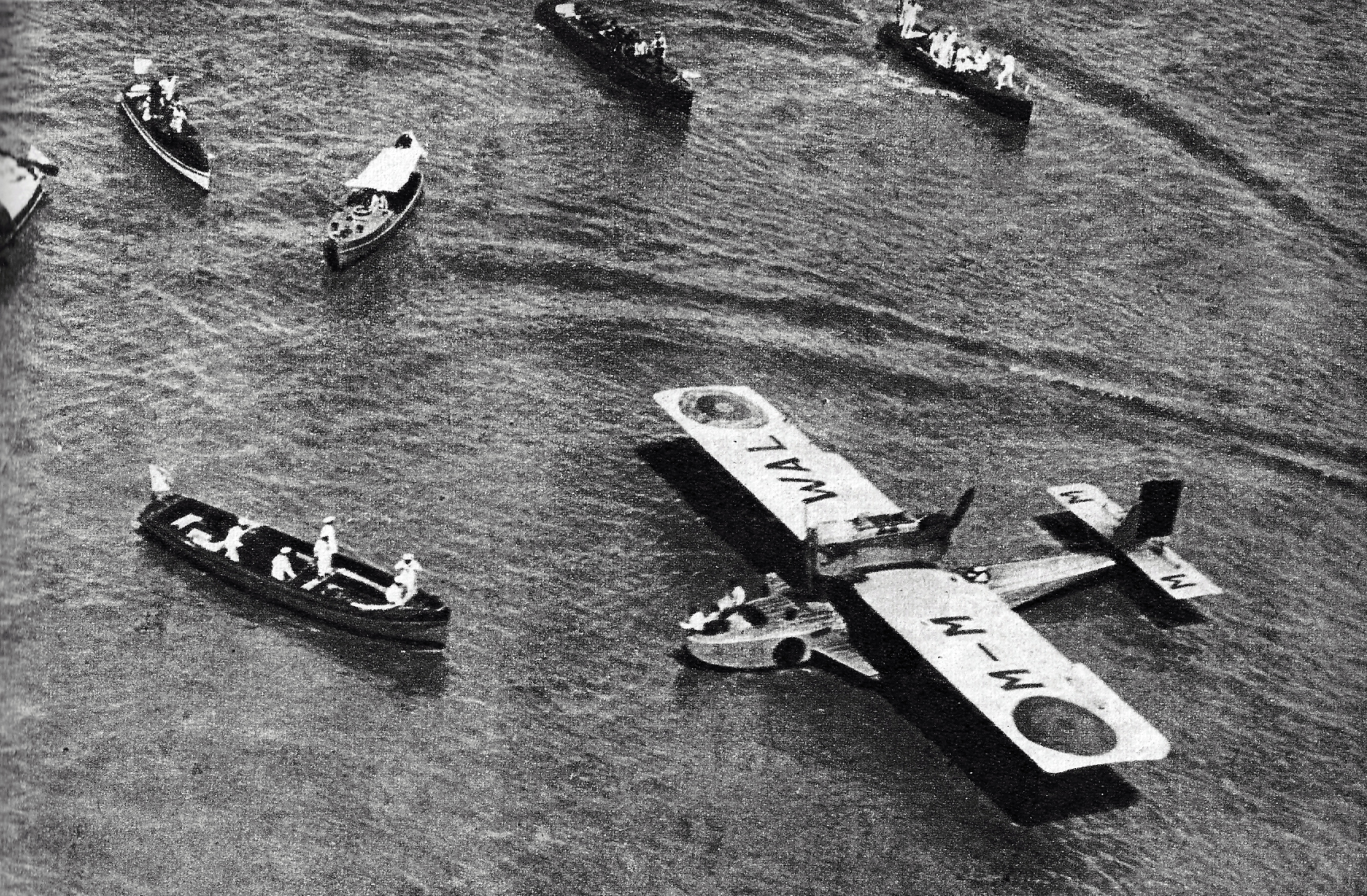
Amerizaje del Plus Ultra en el Río de la Plata, frente a Buenos Aires (enero de 1926)

El éxito en la pacificación de Marruecos tras el desembarco de Alhucemas impulsó una política exterior más "agresiva". Primo de Rivera exigió que Tánger, ciudad marroquí que contaba con una importante comunidad española o de origen español, se integrara en el Protectorado español de Marruecos. En esto fue apoyado por Mussolini, lo que levantó las suspicacias de Francia y de Gran Bretaña, garantes del estatuto internacional de Tánger. Al mismo tiempo exigió también que España tuviera un puesto permanente en el Consejo de la Sociedad de Naciones, amenazando con una retirada de la organización si no lo obtenía. Pero Primo de Rivera no alcanzó ninguno de los dos objetivos. En cuanto a Tánger obtuvo algunas concesiones administrativas y militares, pero la ciudad mantuvo su estatus internacional, y en cuanto a la Sociedad de Naciones Primo de Rivera tuvo que conformarse con que una de las reuniones de la misma se celebrara en Madrid.

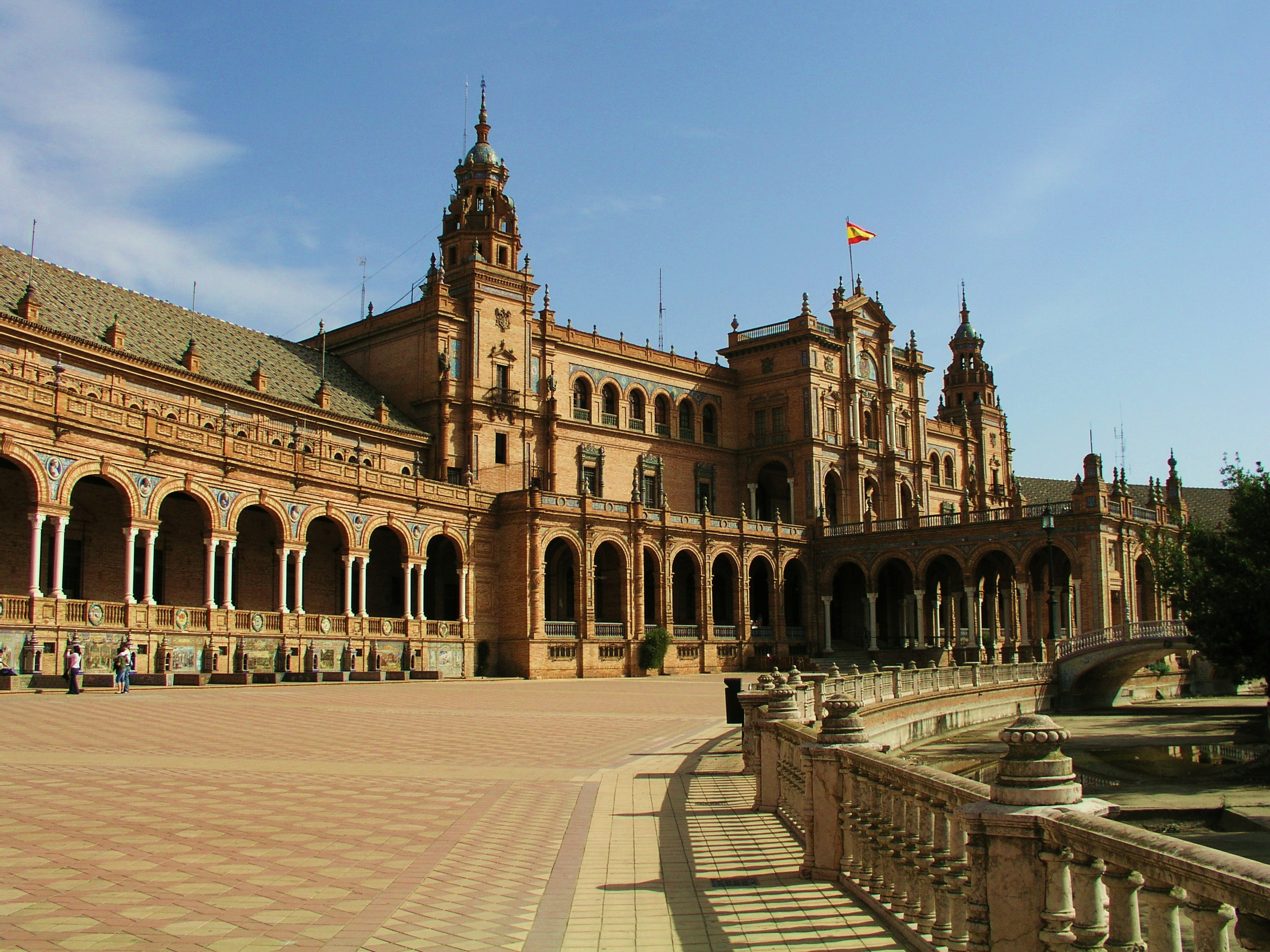
Plaza de España de la Exposición Iberoamericana de Sevilla de 1929.

Estos fracasos llevaron a Primo de Rivera a reorientar su política exterior hacia Portugal y hacia Hispanoamérica, un término que empezó a difundirse entonces. Así la dictadura patrocinó el viaje del Plus Ultra, un hidroavión pilotado por el comandante Ramón Franco que salió de Palos de la Frontera el 22 de enero de 1926 y llegó a Buenos Aires dos días después, tras haber hecho escala en las islas Canarias y en las de Cabo Verde. Un objetivo —estrechar los lazos entre la "madre patria" y las repúblicas americanas— tuvo la Exposición Iberoamericana de Sevilla de 1929.
En 1927 el dictador italiano Benito Mussolini propuso la formación de un llamado "Bloque Latino" que agrupara a Italia, Francia, España y Portugal en una alianza basada en la civilización latina y la cultura común que existía entre estas naciones. La propuesta italiana no llegó a prosperar, ya que se mantuvo la condición de que España debería salir de la esfera de influencia francesa, y de hecho Mussolini, para su frustración, no logró alcanzar ningún acuerdo con Primo de Rivera en este sentido.

### La política económica

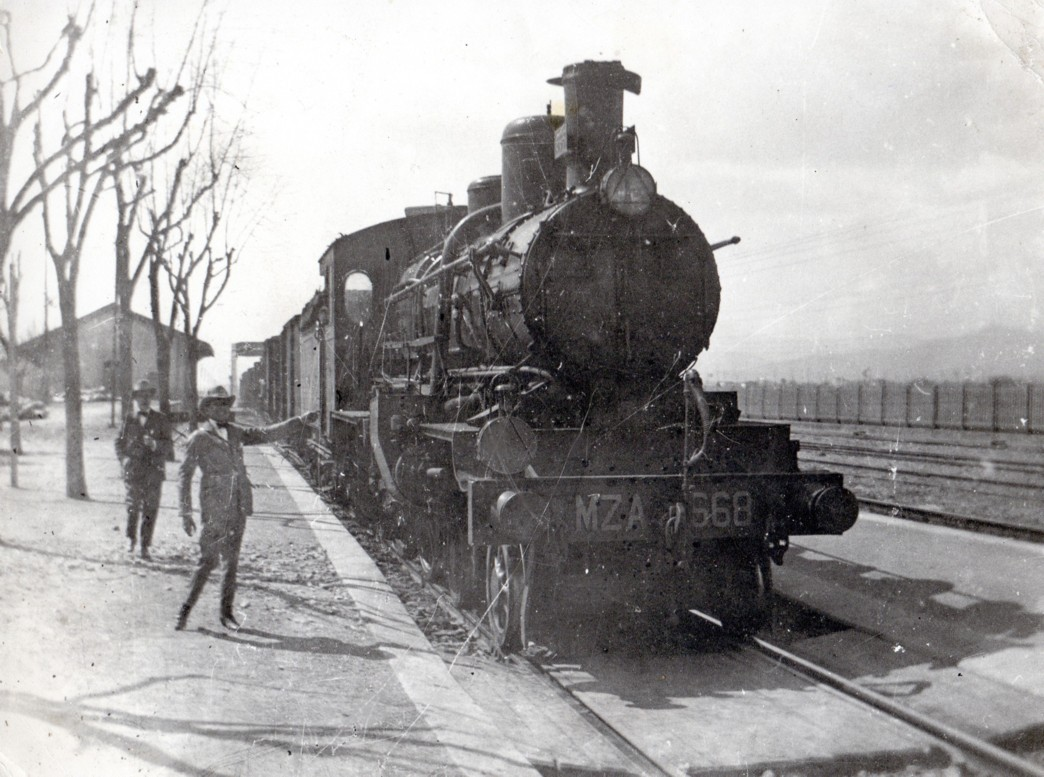
Locomotora de la MZA, una de las más potentes de su tiempo. La ampliación y modernización de la Red de Comunicaciones española fue una de las bazas de la dictadura primorriverista.

La dictadura centró su propaganda en los logros económicos. El crecimiento económico durante la dictadura fue similar al experimentado en el resto de Europa y coincidió con la favorable coyuntura internacional acontecida tras la Primera Guerra Mundial, los "Felices Años Veinte". Sin embargo, hacia 1930, la diferencia en PIB per cápita con respecto a los países más avanzados continuaba siendo notoria. Su política económica se basó en una mayor intervención del Estado, a través de organismos como el Consejo de Economía Nacional creado en 1924 (sin cuyo permiso no podía, por ejemplo, instalarse ninguna industria nueva), y en el proteccionismo de la "producción nacional". El Consejo de Economía Nacional asumió un papel de primer orden en la elaboración de la política económica del régimen, al encargarse de la fijación de los aranceles, la negociación de los convenios comerciales y, en general, de la defensa de la producción nacional. Estaba integrada por técnicos de la Administración y representantes de los distintos sectores productivos, aunque los vocales de elección directa y los delegados de los sindicatos eran minoría frente a los delegados de las organizaciones patronales. 
Dos logros importantes de esta institución fueron la creación en junio de 1927 de CAMPSA, la Compañía Arrendataria del Monopolio de Petróleos, y de la Compañía Telefónica Nacional de España (efectuada la concesión en 1924), con capital mayoritario de la ITT norteamericana. Pero donde más se hizo patente la política económica intervencionista de la dictadura fue en las obras públicas, desde las obras hidráulicas —para cuyo aprovechamiento integral (energético, de riegos y de transporte) se crearon las Confederaciones Hidrográficas— a las carreteras (en 1926 se fundó el Circuito Nacional de Firmes Especiales que realizó unos 7000 kilómetros de carreteras) y los ferrocarriles. También se llevó la electricidad al mundo rural. En realidad, según Ángeles Barrio, "nacionalismo económico a ultranza, intervencionismo y miedo a la competencia eran máximas ya tradicionales de la política económica en España, y Primo de Rivera sólo hizo que se desarrollaran y que alcanzaran en los años de la dictadura su máxima expresión".
Todo esto motivó una burocratización de la economía, que dio lugar a episodios de "favoritismo" como la entrega de monopolios a Juan March (tabaco en Marruecos) o a Urquijo y Ussía. Por otro lado, las regiones ya industrializadas como Cataluña o el País Vasco, vieron un incremento notable de la prosperidad económica y un crecimiento de los puestos de trabajo. Por vez primera, se pasó de un 57 % de mano de obra dedicada a la agricultura, a un 45 %, y el parque automovilístico se duplicó en seis años. Se consolidaba así un modelo que iba a permitir el desarrollo económico de unas zonas y el estancamiento relativo de otras. Además, el incremento demográfico, unido al proceso anterior, provocó las primeras notables migraciones interiores en la península.

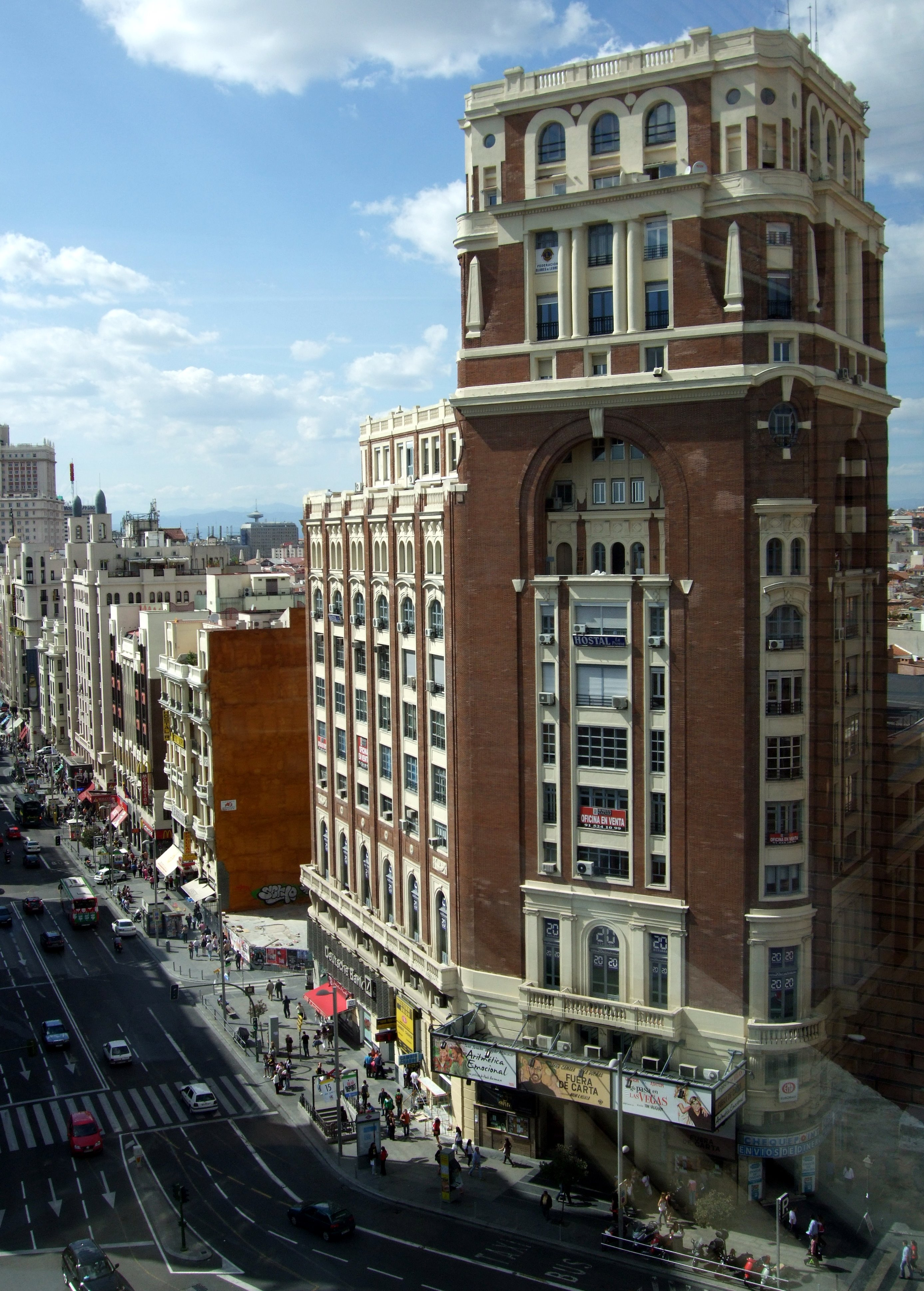
Edificio del Palacio de la Prensa en la Gran Vía de Madrid, inaugurado en 1929

Para financiar el considerable aumento del gasto público que supuso la política económica intervencionista de la dictadura, no se puso en marcha ningún tipo de reforma fiscal que incrementara los ingresos, por lo que se tuvo que recurrir a la emisión de Deuda, lo que produjo un fuerte endeudamiento exterior e interior, poniendo en riesgo la estabilidad de la peseta.
Para conjugar el grave endeudamiento resultante de la importante inversión en infraestructuras que generaba un creciente déficit presupuestario también se recurrió a la venta de monopolios (tabaco, Telefónica, CAMPSA en petróleo, lotería...). Se echaba en falta una política fiscal avanzada, pues salvo un intento de José Calvo Sotelo de crear un impuesto único y progresivo echado atrás por la burguesía no hubo intentos de mejorar la Hacienda. Se promulgaron eso sí, decretos contra la Ocultación de la Riqueza Territorial, sobre la Contribución Industrial y sobre el Registro de Arrendamiento y Fincas Territoriales para combatir la evasión fiscal. Todo ello logró aumentar la renta nacional y la producción industrial, pero empeoró drásticamente la situación de la Hacienda Pública, cada vez más endeudada. El endeudamiento se arrastraría más allá de la dictadura, condicionando la política económica de la posterior Segunda República.
Por otro lado, se trató de combatir la conflictividad laboral atrayendo al obrerismo más moderado. Para ello se recurrió a medidas como la vivienda de protección oficial y el retiro obrero, o la protección de familias numerosas y del trabajo de mujeres en temas de maternidad. No se encararon en cambio la reforma agraria o de las estructuras económicas que creaban el grueso de la problemática.

## La caída de la Dictadura (1930-1931)
La historiadora Genoveva García Queipo de Llano sitúa el inicio de la decadencia de la dictadura a mediados de 1928, momento en que confluyeron varios factores: el agravamiento de la diabetes que padecía Primo de Rivera, y que poco después de dejar el poder le llevaría a la muerte; el fracaso de la dictadura para instaurar un régimen nuevo; y el papel creciente de la oposición, a la que se sumó un sector del Ejército que organizó varias conspiraciones armadas contra el régimen. Ángeles Barroso la sitúa un poco antes, a finales de 1927, cuando con la constitución de la Asamblea Nacional Consultiva quedó claro que Primo de Rivera, a pesar de que desde el principio había presentado su régimen como "temporal", no tenía ninguna intención de volver a la situación anterior a septiembre de 1923.

### La pérdida de apoyos

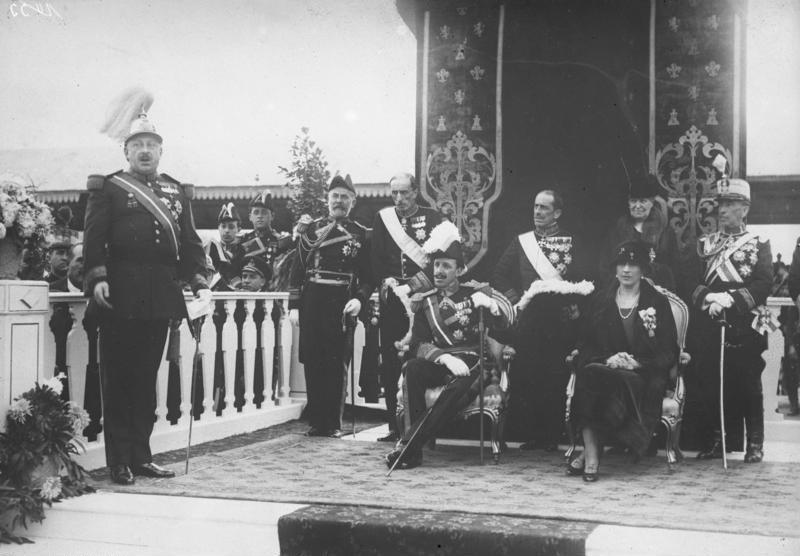
Primo de Rivera junto a los monarcas españoles. En los últimos tiempos de la dictadura se acrecentó la distancia entre ambos, pero la caída de Primo de Rivera arrastraría a Alfonso XIII.

Los sectores sociales y políticos que inicialmente habían prestado su apoyo a la dictadura fueron retirándoselo: los nacionalismos periféricos cuando la dictadura incumplió lo prometido sobre la "descentralización" y acabó disolviendo la Mancomunitat de Cataluña; las organizaciones empresariales descontentas con la "injerencia" de la UGT en sus empresas ("la UGT reforzó sus organizaciones y comenzó a extenderlas a la agricultura, lo que subvertía las tradicionales relaciones entre jornaleros y patronos en el campo. En las ciudades, donde lo que dominaba era el pequeño y mediano patrono, el auge del poder sindical se traducía en obligaciones respecto a horarios, jerarquías de oficios, definición de tareas y de salarios a los que no estaban acostumbrados"); los sectores intelectuales y universitarios que abandonaron su "benévola expectativa", desengañados con su "regeneracionismo" conservador; diversos grupos sociales y políticos liberales que veían cómo la dictadura pretendía perpetuarse en el poder, incumpliendo su promesa de ser un "régimen temporal"; etc. La progresiva pérdida de apoyos sociales de la dictadura, hizo que el rey comenzara "a considerar que tal vez la Corona corría algún riesgo si seguía atada a la figura del dictador".
El conflicto de la dictadura con los intelectuales tuvo un primer episodio en 1924 cuando Primo de Rivera expedientó a varios catedráticos —Luis Jiménez de Asúa, Fernando de los Ríos— por haberse solidarizado con Miguel de Unamuno, que había sido destituido de sus cargos en la Universidad de Salamanca y desterrado a Fuerteventura, por las críticas que había hecho al régimen dictatorial. El conflicto se acentuó cuando muchos intelectuales apoyaron las protestas de los estudiantes universitarios, que fueron respondidas por la dictadura expulsando y desterrando a varios de ellos, incluido el líder del movimiento Antonio María Sbert. Estas movilizaciones estudiantiles fueron protagonizadas por la Federación Universitaria Escolar (FUE), fundada en 1929.
Así Ramón del Valle-Inclán participó en la creación de la Alianza Republicana; Vicente Blasco Ibáñez, desde el exilio, y el blasquismo, desde Valencia, también se oponían, así como Ramón Menéndez Pidal desde su cátedra. En las universidades el régimen era impopular y la negación, a universidades de órdenes religiosas, de la facultad de dar títulos oficiales extendió el descontento a sectores de la Iglesia. Varios periódicos fueron cerrados, así como las universidades de Madrid y Barcelona.
En el Ejército el principal conflicto surgió con el Cuerpo de Artillería, a causa de su completo desacuerdo con la escala abierta de ascensos (es decir, ascensos no solo por antigüedad sino también por méritos) propuesta por la dictadura. La respuesta de Primo de Rivera fue, primero, suspender a todos los oficiales del arma en septiembre de 1926 y, después, disolverla. Alfonso XIII intentó mediar en el conflicto proponiendo una especie de pacto entre caballeros, pero Primo de Rivera se opuso radicalmente al pacto, amenazando con dimitir y recordándole al rey que el Ejército estaba bajo su mando. La disolución del arma suscitó la solidaridad de otros militares con los artilleros, a pesar de que inicialmente habían apoyado la escala abierta de ascensos. La aceptación final del rey de la disolución del arma fue interpretada por los artilleros como una connivencia entre Alfonso XIII y Primo de Rivera. "Desde entonces, un sector importante del ejército adoptó una postura republicana". Además, "el conflicto con los artilleros no dejó de tener repercusiones en lo sucesivo, y la más importante de ellas fue que acentuó el progresivo distanciamiento del rey".
Hubo dos intentos de golpe de Estado para desbancar a Primo de Rivera del poder y retornar al sistema constitucional. El primero fue conocido como la Sanjuanada porque estaba previsto para el 24 de junio de 1926. En la conspiración participaron los generales liberales Weyler y Aguilera, y destacados miembros de la "vieja política" como Melquiades Álvarez. El segundo intento de golpe tuvo lugar en enero de 1929 en Valencia y su principal protagonista fue el político conservador José Sánchez Guerra. En este último intento también tuvieron un papel destacado los artilleros.

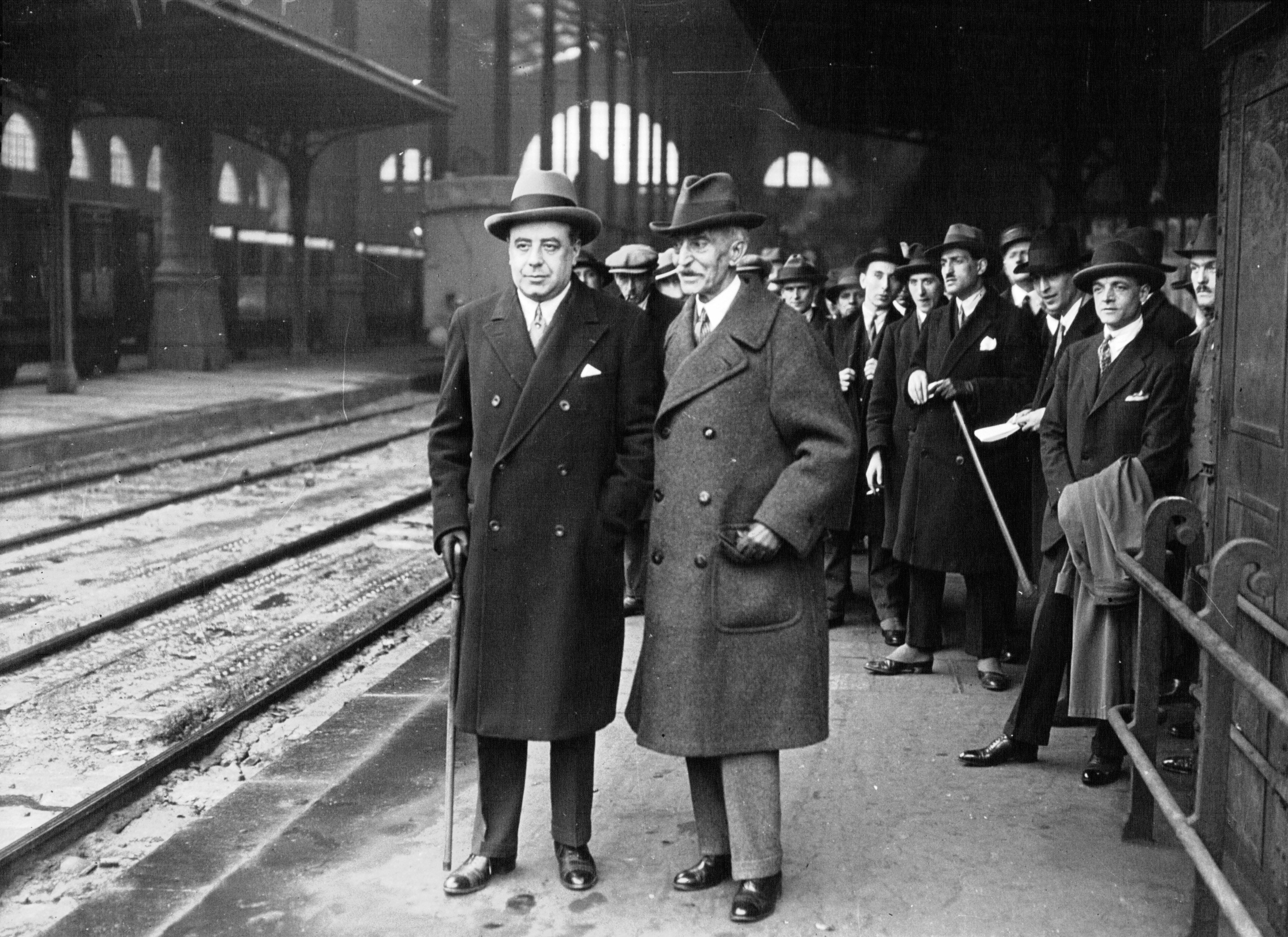
Francesc Macià (derecha) con su abogado (izquierda) a punto de abandonar París tras el juicio por el fracasado complot de Prats de Molló.

Entre los dos intentos se produjo el llamado complot de Prats de Molló, un intento de invasión de España desde la frontera francesa dirigido por Francesc Macià y su partido Estat Catalá, y en el que colaboraron grupos anarcosindicalistas catalanes de la CNT.
Los intentos de golpes de Estado eran una novedad que había legitimado la propia dictadura —era lícito recurrir a la fuerza militar (al viejo pronunciamiento) para derribar un gobierno y cambiar un régimen— y "en este sentido, la dictadura fue como un retorno a la política del siglo XIX", afirma Santos Juliá-.
Según Ricardo de la Cierva la dictadura de Primo de Rivera supuso aciertos en la institucionalización económica, pero fracasó en su intento de cerrar sólidas instituciones políticas:

...Ya hemos registrado la dilución de su convocatoria ciudadana, la Unión Patriótica, que sin líderes capaces acabó por convertirse en un conglomerado carente de ilusión y de objetivos, aunque la buena voluntad de sus orientadores aficionados no mereciese la sangrienta traducción de iniciales que propuso el general Gonzalo Queipo de Llano: U.P., urinario público...
 El segundo fracaso institucional fue el de la Asamblea Nacional Consultiva, anunciada por el Dictador el 5 de septiembre de 1926, de forma extraconstitucional, pero sin derogar de momento la Constitución de 1876, que siguió suspendida hasta el final del período.
Ricardo de la Cierva Historia de España, páginas 808-809

### El crecimiento de la oposición

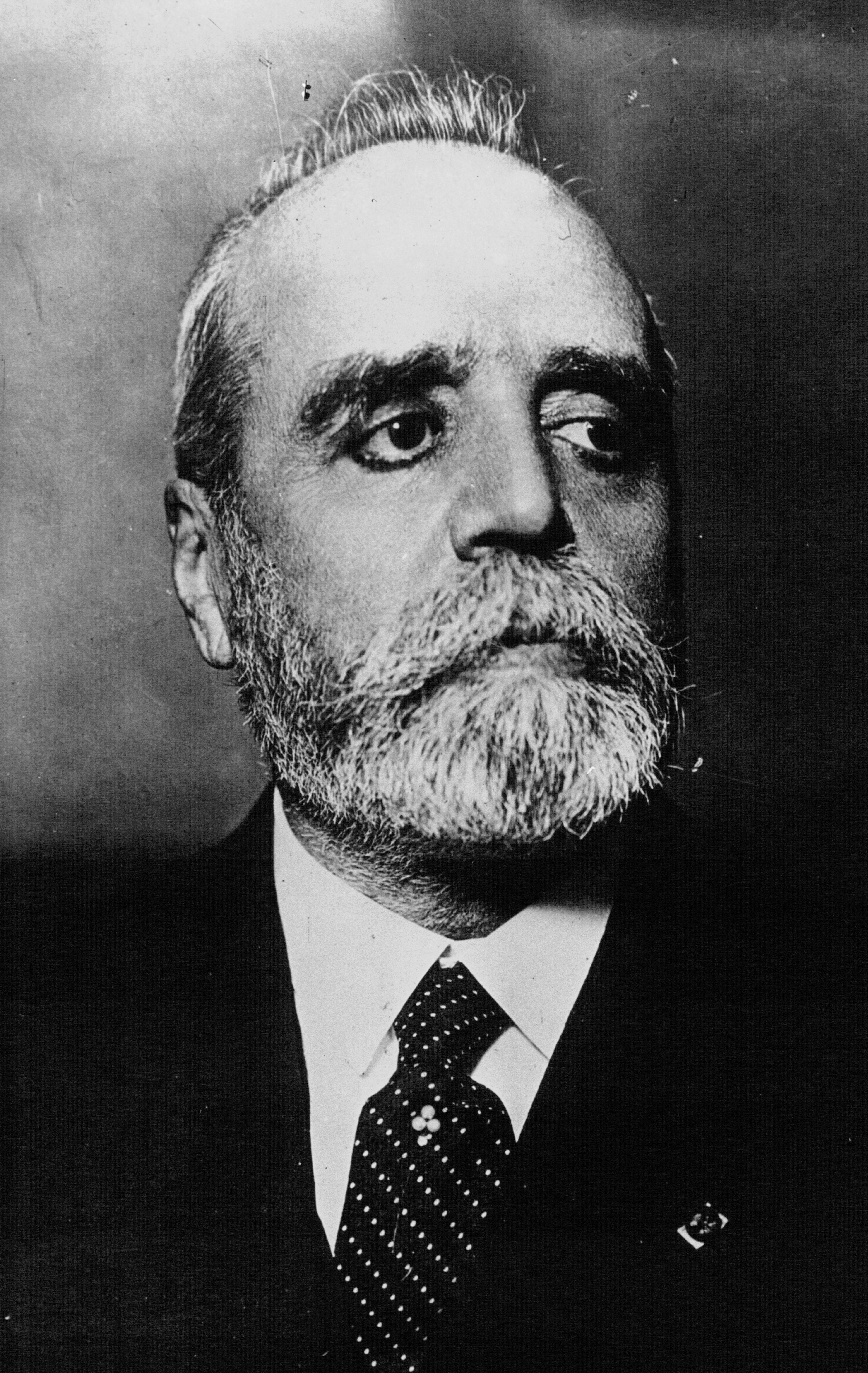
José Sánchez Guerra en 1932.

Al tiempo que la dictadura fue perdiendo apoyos, crecieron los grupos de oposición. Entre los miembros de los partidos del turno, de la vieja política, que se enfrentaron a la dictadura destacó el conservador José Sánchez Guerra, quien, tal como había prometido, cuando se convocó la Asamblea Nacional Constituyente se exilió de España, y más tarde participó en el intento de golpe de Estado de enero de 1929. Pero los partidos del turno como tales, el Partido Conservador y el Partido Liberal, prácticamente habían desaparecido como consecuencia de su desalojo del poder y de la política de la dictadura de "descuaje del caciquismo". Algunos de sus miembros se integraron en la Unión Patriótica y otros, como Sánchez Guerra o Manuel de Burgos y Mazo, del partido conservador, o Santiago Alba, del liberal, se unieron al Bloque Constitucional fundado por el reformista Melquíades Álvarez, que defendía la abdicación de Alfonso XIII y la convocatoria de cortes constituyentes. Otros irían aún más lejos y se pasarían abiertamente al campo republicano, como Niceto Alcalá-Zamora y Miguel Maura Gamazo, que fundaron la Derecha Liberal Republicana.
Por su parte, los republicanos se vieron reforzados por el nuevo Grupo de Acción Republicana, de Manuel Azaña (un antiguo miembro del Partido Reformista de Melquiades Álvarez), y alcanzaron la unidad de acción con la "Alianza Republicana", fundada en febrero de 1926, en el aniversario de la Primera República Española. Formaban parte de la Alianza los viejos Partido Republicano Radical de Alejandro Lerroux –del que en diciembre de 1929 se desgajó el Partido Republicano Radical Socialista, de Marcelino Domingo y Álvaro de Albornoz- y Partido Republicano Democrático Federal, junto con las nuevas formaciones de Acción Republicana de Azaña y el Partit Republicà Català, fundado por Marcelino Domingo y Lluís Companys. Como ha señalado Ángeles Barrio, "la importancia de la Alianza estribaba en que representaba una renovación del republicanismo capaz de lograr, como se demostró a raíz de la proclamación de la Segunda República Española, lo que hasta entonces no le había sido posible: atraer al proyecto político de la República a unas bases sociales principalmente urbanas, de clases medias y medias bajas, así como a amplios sectores de los trabajadores".
En cuanto al movimiento obrero, la CNT recobró sus fuerzas, aunque escindida entre los moderados que dirigía Ángel Pestaña y los más radicales agrupados en la FAI. Las condiciones de trabajo seguían siendo pésimas y la dura represión sobre los obreros fue distanciando a la UGT y el PSOE que, de la mano de Indalecio Prieto, abandonaron el proyecto del dictador.

### El colapso final
En diciembre de 1929 Primo de Rivera presentó al rey un plan de "transición" que pasaba por la convocatoria de una Asamblea formada por 250 senadores y 250 diputados, pero Alfonso XIII le pidió tiempo para responder. Por esas mismas fechas tomaba cuerpo una conspiración militar para derribar a la dictadura que tenía su epicentro en Andalucía y que se desarrollaba casi a la luz pública.
Ante la progresiva pérdida de apoyos sociales y políticos y ante el crecimiento de los sectores que se oponían a la dictadura, a lo que se añadió un factor personal (se estaba agravando la diabetes que padecía), Primo de Rivera pretendió reforzar su posición ante la Corona y buscó el apoyo directo del Ejército (el otro pilar en el que se sustentaba su poder). Pero la respuesta de los capitanes generales fue demasiado tibia (les había enviado una carta solicitando su apoyo para continuar) por lo que presentó su dimisión al rey en enero de 1930, que le fue aceptada en el acto. "Alfonso XIII, que era desde hacía seis años un rey sin Constitución, nombró al general Dámaso Berenguer [entonces jefe de la casa militar del rey] presidente del gobierno con el propósito de retornar a la normalidad constitucional". Según Genoveva García Queipo de Llano, que Primo de Rivera eligiera la dimisión, el "procedimiento más insospechado" para dar una salida a la situación, se debió a "su mal estado de salud y [a] las ganas que tenía de abandonar el ejercicio de sus responsabilidades". Tras su dimisión salió de España y poco después fallecía en un modesto hotel de París.
Según Ángeles Barrio,

La sensación de frustración y abandono que debió de experimentar Primo de Rivera cuando, tras su dimisión forzada en enero de 1930, se trasladó a París, probablemente aceleró su muerte, que se produjo dos meses más tarde en la más completa soledad. Ni él ni sus colaboradores más directos –entre los que además de Calvo Sotelo o Aunós, habría que citar a su propio hijo, José Antonio Primo de Rivera- pudieron comprender la poca benevolencia de la ciudadanía con lo que ellos consideraban un balance muy positivo de un régimen, que habría librado a España del separatismo, del sindicalismo, del déficit y de la guerra.

## Responsabilidades
Tras la proclamación de la Segunda República Española el 14 de abril de 1931, las Cortes Constituyentes nombraron una Comisión de Responsabilidades para que depurara las que pudieran corresponder al rey depuesto Alfonso XIII y a los exministros de la dictadura. El exrey fue condenado el 20 de noviembre por las Cortes por el delito de «alta traición» a la pérdida de todos sus títulos y dignidades y a prisión perpetua en cuanto pisara territorio español. Alrededor de un año después, el 7 de diciembre de 1932, se hizo pública la sentencia por la que las Cortes condenaban a los exministros de la dictadura de Primo de Rivera a entre doce y ocho años de confinamiento en Santa Cruz de Tenerife, en Las Palmas o en Mahón, además de veinte años de inhabilitación con la misma pérdida de derechos pasivos. Ninguno de ellos cumplió la condena porque se encontraban en el extranjero desde que se proclamó la República y el 2 de mayo de 1934 fueron amnistiados por el gobierno de centro-derecha de Alejandro Lerroux, por lo que a partir de entonces pudieron volver a España.